# فمینیسم
فمینیسم (به فرانسوی: Féminisme) گستره‌ای از جنبش‌های سیاسی، ایدئولوژی‌ها و جنبش‌های اجتماعی است که به دنبال تعریف، برقراری و دستیابی به حقوق برابر جنسیتی در مسائل سیاسی، اقتصادی، شخصی و اجتماعیِ زنان است. فمینیست‌ها بر این باورند که جوامع، دیدگاه مردان را در اولویت قرار می‌دهند و با زنان در این جوامع به صورت منصفانه‌ای رفتار نمی‌شود. تلاش‌ها برای تغییر این وضعیت شامل مبارزه با کلیشه‌های جنسیتی و تلاش برای فراهم‌آوری موقعیت‌های تحصیلی و شغلی برابر با مردان برای زنان است.
سعی جنبش‌های فمینیستی در مبارزه برای حقوق زنان است؛ از جمله این حقوق حق رای، حق کار، حق کار دولتی، درآمد یکسان، پرداختی برابر میان زنان و مردان و از بین بردن فاصله موجود در این مسئله، حق مالکیت، حق تحصیل، حق امضای قرارداد، حقوق برابر در ازدواج و حق مرخصی زایمان است. فمینیست‌ها همچنین برای یکپارچه‌سازی اجتماعی و تضمین حق سقط‌جنین قانونی برای زنان تلاش کرده‌اند. از دیگر اهداف آنان محافظت از زنان و دختران در برابر تجاوز جنسی، آزار جنسی و خشونت خانگی است. تغییر در نوع پوشش و نوع نگاه جامعه به فعالیت‌های فیزیکی نیز معمولاً بخشی از جنبش‌های فمینیستی بوده است.
برخی از محققان، فمینیسم را محرک اصلی تغییرات اجتماعی برای حقوق زنان در طول تاریخ می‌دانند؛ این موضوع به خصوص در غرب پررنگ‌تر است؛ جایی که این جنبش را تا حد زیادی زمینه‌ساز دستیابی به حق رای زنان، زبان فراگیر، حقوق باروری (شامل دسترسی به راه‌های پیشگیری از بارداری و سقط جنین قانونی)، حق امضای قرارداد و مالکیت می‌شناسند. با وجود اینکه تمرکز اصلی فمینیسم بر روی حقوق زنان است، برخی فمینیست‌ها مانند بل هوکس محدودیت در آزادی‌های مردان را بخشی از اهداف خود می‌دانند؛ زیرا باور دارند مردان نیز از نقش‌های سنتی جنسیتی آسیب می‌بینند. نظریه فمینیست، که از دل جنبش‌های فمینیستی برخاسته، به دنبال درک ماهیت نابرابری جنسیتی با استفاده از تجزیه و تحلیل نقش اجتماعی زنان و تجربه زندگی آنان است.
تاریخ جنبش‌های برابری‌خواهانه در ایران به اواخر دوره قاجاریه بازمی‌گردد. حقوق زنان در ایران با انطباق این کشور با ارزش‌های غربی در اواخر قرن نوزدهم و اوایل قرن بیستم دستخوش تغییراتی شد و رو به بهبود نهاد. در طول قرن بیستم، جنبش‌های سکولار، لیبرال، ناسیونالیست و چپ‌گرا معمولاً حقوق زنان را به عنوان بخشی از دغدغه‌های خود مطرح می‌کردند، اما واکنشی که بنیادگران و محافظه‌کاران مذهبی از خود نشان دادند تا به امروز مانع اصلی بهبود حقوق زنان در ایران بوده است. از زمان انقلاب ۱۳۵۷، فمینیسم در دید نظام حاکم بر ایران برابر با «بی‌عفتی» در نظر گرفته می‌شود. اما سیاست‌های جمهوری اسلامی، به صورت ناخواسته منجر به افزایش آگاهی جنسیتی در میان مردم ایران شده است.

## تاریخ

### واژه
گفته می‌شود سوسیالیست و فیلسوف فرانسوی شارل فوریه نخستین (در سال ۱۸۳۷) کسی بود که کلمه فمینیسم (féminisme در فرانسوی) را به کار برد. کلمه مذکور در فرانسه و هلند به سال ۱۸۷۲، در بریتانیا در دهه ۹۰ قرن ۱۹ و در آمریکا به سال ۱۹۱۰ برای اولین مرتبه پدیدار شد. فرهنگ انگلیسی آکسفورد سال ۱۸۵۲ را به عنوان نخستین سالی که «فمینیست» و سال ۱۸۹۵ را اولین سالی که «فمینیسم» استفاده شد، می‌داند. بسته به اتفاقات تاریخی، فرهنگ و کشور، فمینیست‌ها اهداف و انگیزه‌های گوناگونی داشته‌اند. بیشتر مورخان فمینیست غربی معتقدند که باید همه جنبش‌های تاریخی که برای حقوق زنان به مبارزه برخاسته‌اند را به عنوان جنبش‌های فمینیستی به حساب آورد، حتی اگر آن افراد از این واژه برای جنبش خودشان استفاده نکرده باشند. دیگر مورخان معتقدند که این کلمه تنها مناسب جنبش‌های امروزی فمینیستی است و باید جنبش‌های گذشته را «نیا-فمینیستی» به حساب آورد.

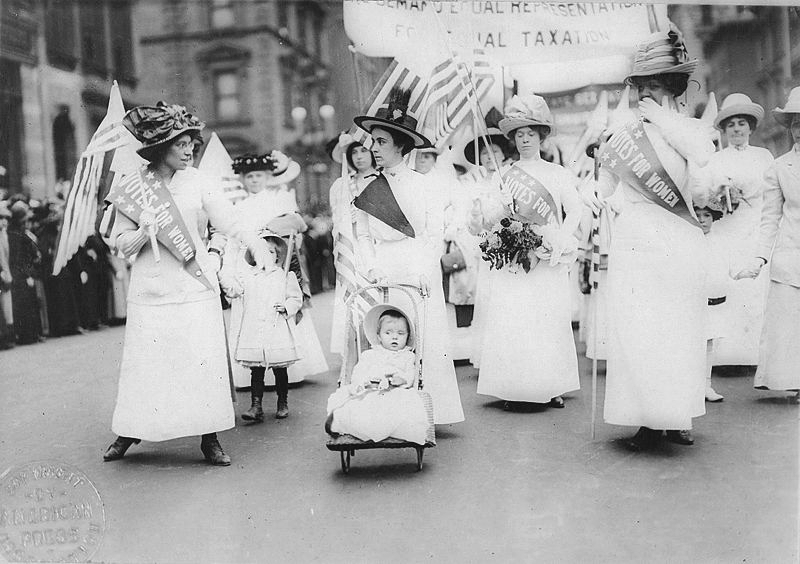
تظاهرات در پی حق رای در نیویورک، ۱۹۱۲

### امواج فمینیسم
تاریخ جنبش فمینیستی غربی به چهار موج تقسیم می‌شود. موج اول تلاش زنان برای دستیابی به حق رای در قرون ۱۹ و ۲۰ را شامل می‌شود. موج دوم را مربوط به جنبش آزادی‌بخش زنان می‌دانند. این جنبش در دهه ۶۰ میلادی قرن بیستم شروع شد و هدف آن برقراری برابری اجتماعی و قانونی بود. موج سوم مربوط به جنبشی است که حدوداً در ۱۹۹۲ آغاز شد. تمرکز این موج بر فردیت و تفاوت‌ها بود. در نهایت موج چهارم به سال ۲۰۱۲ شروع شد. موج چهارم فمینیسم با استفاده از رسانه‌های اجتماعی در پی مبارزه با آزار جنسی، خشونت علیه زنان و فرهنگ تجاوز برآمد. این موج بیشتر برای هشتگ «من هم» (Me Too) شناخته شده است.

### قرن ۱۹ و اوایل قرن ۲۰

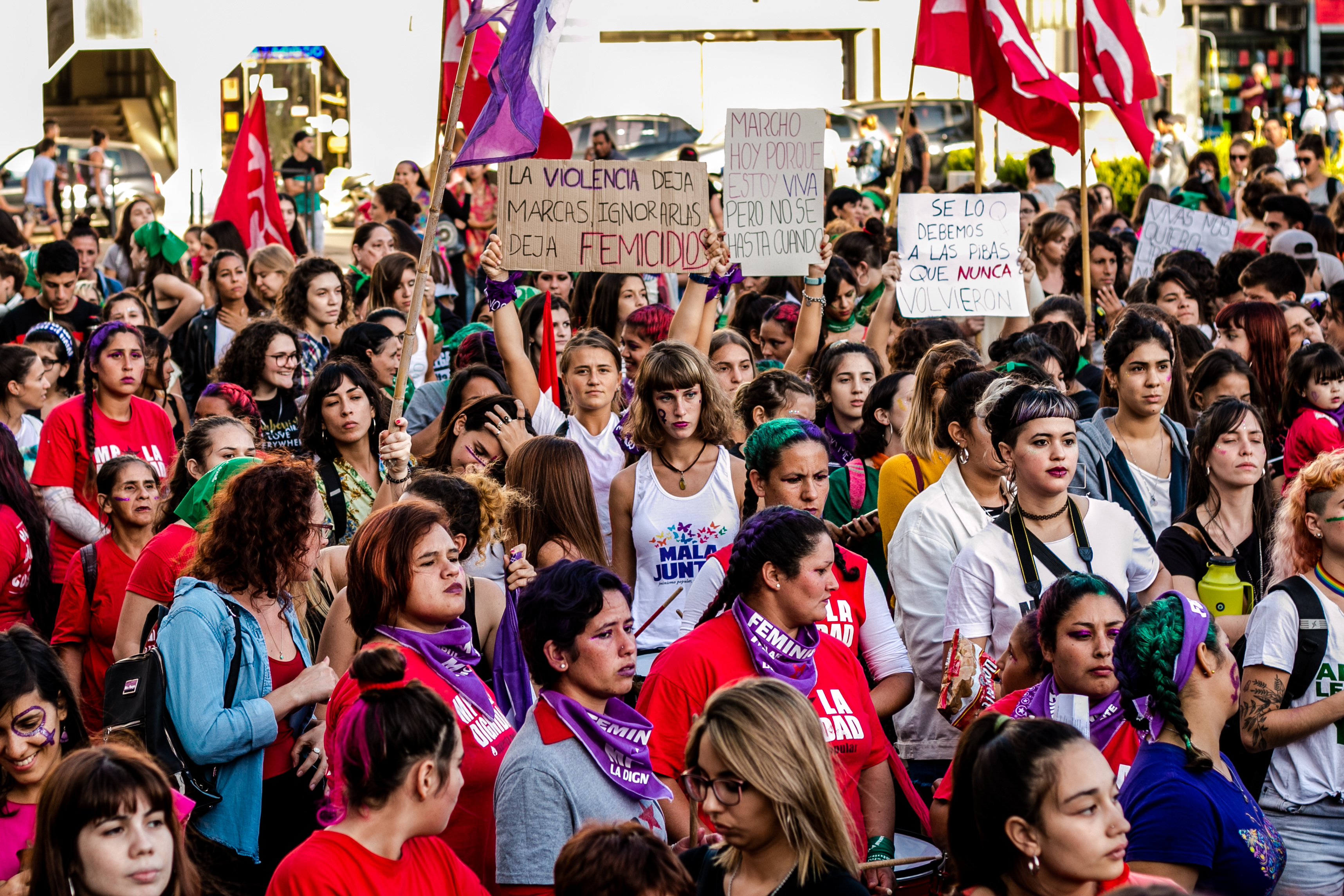
تظاهرات فمینیستی در اعتصابات جهانی زنان در آرژانتین

اولین موج فمینیسم مربوط به قرن ۱۹ و اوایل قرن ۲۰ است. در ایالات متحده و بریتانیا، تمرکز اصلی این موج بر حقوق برابر برای زنان و مردان در قراردادهای قانونی، ازدواج، حضانت و مالکیت بود. نخستین ماده قانونی در ربط با این موضوع، مصوبه حضانت اطفال ۱۸۳۹ در بریتانیا بود که با استناد به دکترین سال‌های حساس (یعنی زمانی که بچه چهار سال یا کمتر دارد)، برای نخستین بار به زنان حق حضانت کودکانشان را داد. قوانین دیگر در بریتانیا، شامل مصوبه دارایی زنان متأهل ۱۸۷۰ می‌شود. این قانون که با مصوبه دیگری به همین نام در ۱۸۸۲ گسترش پیدا کرد، به زنان متأهل این حق را داد که مالک قانونی پولی که خودشان به دست آورده‌اند، باشند. این قانون تا سال ۱۸۹۷ در بیشتر قلمروهای بریتانیا به تصویب رسید. با پایان قرن ۱۹، فعالان حقوق زنان تمرکز اصلی خود را بر به دست آوردن قدرت سیاسی، به خصوص حق رای، قرار دادند؛ با این وجود برخی از فمینیست‌ها برای حقوق جنسی، زایمان و اقتصادی زنان نیز فعالیت می‌کردند.
حق رای زنان (که شامل حق نامزدی برای حضور در پارلمان هم می‌شد) نخستین بار در اواخر قرن ۱۹ در مستعمرات بریتانیا در استرالزی داده شد. مستعمرات خودمختار چون نیوزیلند در ۱۸۹۳، استرالیای جنوبی در ۱۸۹۵ و استرالیا در ۱۹۰۲ به زنان این حق را دادند که در انتخابات به عنوان رای‌دهنده یا نامزد شرکت کنند.
در بریتانیا، مطابق مصوبه نمایندگی مردم ۱۹۱۸ به زنان بالای ۳۰ سال که صاحب دارایی و املاک بودند، حق رای داده شد. این قانون در ۱۹۲۸ گسترش پیدا کرد و همه زنان بالای ۲۱ سال را شامل شد. املین پنکهرست برجسته‌ترین فعال حقوق زنان در انگلیس بود که نشریه تایم با توضیح «او برای زنان عصر ما اندیشه‌ای شکل داد؛ او جامعه را به سمت مسیری جدید و بدون بازگشت رهنمون ساخت» نام او را در فهرست ۱۰۰ فرد مهم قرن بیستم قرار داد. در آمریکا لوکرشیا مات، الیزابت کدی استانتون و سوزان آنتونی برای دستیابی زنان به حق رای فعالیت می‌کردند؛ آن‌ها همچنین پیش از این برای لغو برده‌داری در آن کشور مبارزه کرده بودند. این زنان تحت‌تاثیر عقاید مذهبی کوئیکرها بودند؛ مطابق این جنبش مذهبی، زنان و مردان در سایه خدا برابرند. موج اول فمینیسم در ایالات متحده با متمم نوزدهم قانون اساسی ایالات متحده آمریکا که به زنان در همه ایالات حق رای داد، به پایان رسید. عبارت موج اول همزمان با آغاز موج دوم در ربط با این دوره از فعالیت‌های فمینیستی به کار برده شد.
در اواخر حکومت دودمان چینگ بر چین و در جریان جنبش‌هایی برای اصلاحات مانند اصلاحات صدروزه، فمینیست‌های چینی خواستار آزادی زنان از نقش‌های سنتی و جداسازی جنسیتیِ نئوکنفوسیانیسم شدند. بعدها، زمانی که حزب کمونیست چین به قدرت رسید، دولت این کشور تلاش کرد تا حضور زنان در نیروی کار این کشور را افزایش دهد و ادعا کرد که انقلاب با موفقیت موفق به آزادسازی زنان شده است.
بنا به گفته نَوَر الحسن جولی، فمینیسم عربی نزدیکی زیادی با ملی‌گرایی عربی داشته است. در سال ۱۸۹۹، قاسم امین که او را «پدر» فمینیسم عربی می‌دانند، از اصلاحات اجتماعی و قانونی به سود زنان گفت. او پیوندهایی میان نقش زنان در جامعه مصر و ملی‌گرایی مصری ترسیم کرد که منجر به تأسیس دانشگاه قاهره و حرکتی ملی شد. در سال ۱۹۲۳، هدا شعراوی اتحادیه فمینیستی مصر را تأسیس کرد و خود رئیس آن شد؛ موضوعی که او را به یکی از نمادهای حقوق زنان عرب تبدیل ساخت.

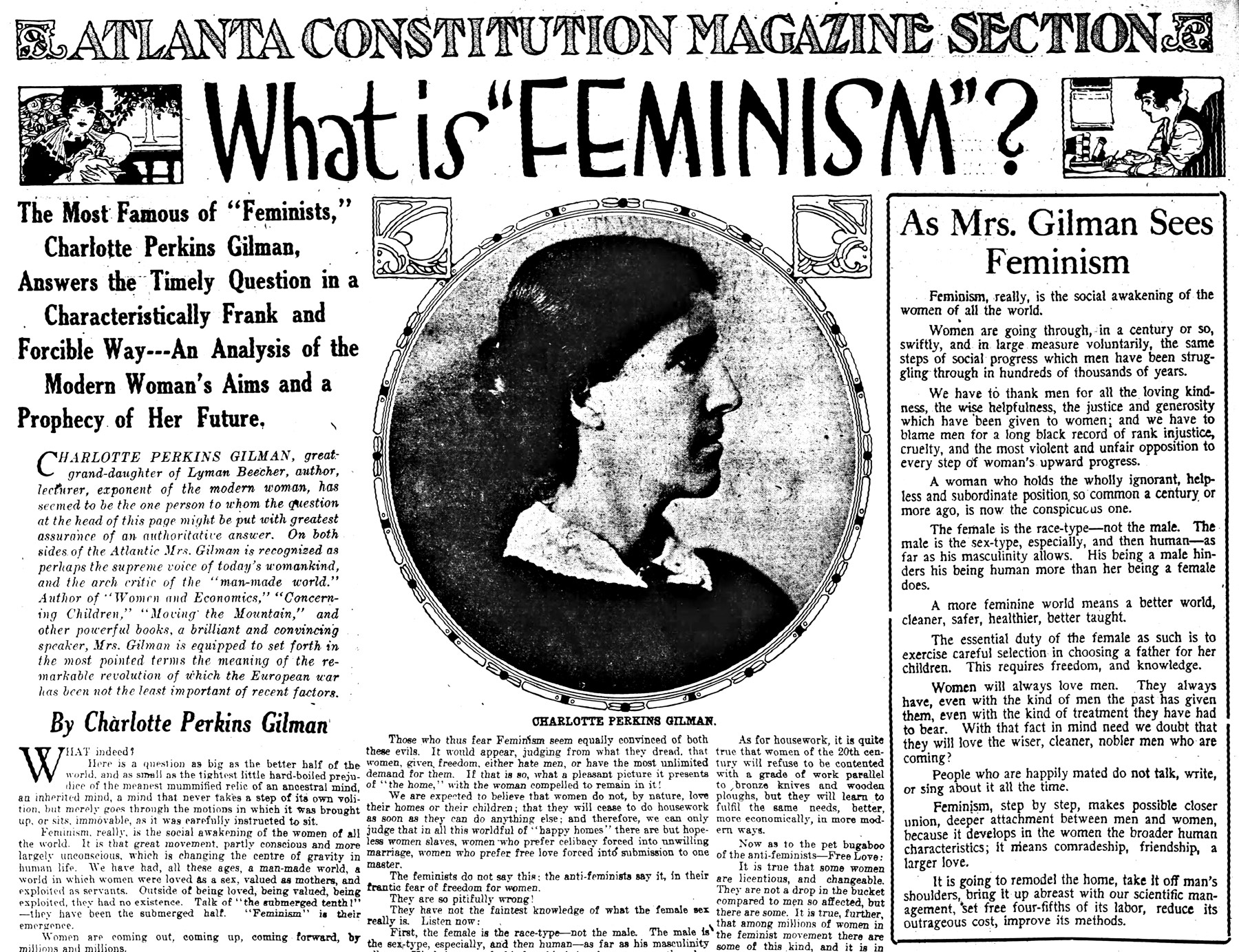
مقاله شارلوت پرینگز گیلمان در Atlanta Constitution دربارهٔ فمینیسم

انقلاب مشروطه ایران در آغاز قرن بیستم زمینه‌ساز جنبش زنان ایران شد؛ جنبشی که به دنبال دستیابی حقوق برابر برای زنان در تحصیل، ازدواج، کار و قانون بود. اما بعدها با روی دادن انقلاب ۱۳۵۷، حکومت جدید بسیاری از حقوقی که زنان در جریان این جنبش به دست آورده بودند را مانند قانون حمایت از خانواده، به صورت سازماندهی شده لغو کرد.
اعطای حق رای به زنان در فرانسه تا زمان دولت موقت جمهوری فرانسه در ۲۱ آوریل ۱۹۴۴ طول کشید. مجمع ملی الجزایر در ۲۴ مارس سال ۱۹۴۴ به زنان حق مشمولیت اعطا کرد، اما تنها با اصلاحیه‌ای که فرنان گرنیه به آن افزود، زنان الجزایری به عنوان شهروند کامل فرانسه به رسمیت شناخته شدند؛ نتیجتاً به حق رای هم دست پیدا کردند. پس از انتخابات نوامبر ۱۹۴۶ در فرانسه، روبرت وردیه، جامعه‌شناس، عنوان کرد که زنان به صورت استواری رای ندادند و خود را به طبقات مختلف اجتماعی تقسیم کردند؛ همانگونه که مردان به این طبقات تقسیم کرده‌اند. در دوره رشد موالید پس از جنگ جهانی دوم، از اهمیت فمینیسم کاسته شد. دو جنگ جهانی به صورت موقتی باعث رهایی برخی از زنان شده بودند، اما در دوره پس از جنگ، ارزش‌های محافظه‌کارانه جایگاه خود را پس گرفتند.

### میانه‌های قرن ۲۰
در میانه‌های قرن بیستم، هنوز بسیاری از حقوق اساسی از زنان دریغ می‌شد. در سوئیس، اعطای حق رای در انتخابات فدرالی به زنان در سال ۱۹۷۱ رخ داد؛ پیش از آن یک رفراندوم به تاریخ ۱۹۵۹ برگزار شده بود و ۶۷٪ مردان سوئیسی در آن با رای دادن زنان مخالفت کرده بودند. در ۱۹۹۱، کانتون اپنزل اینرهودن آخرین کانتون (واحد اداری نیمه مستقل) سوئیس بود که حق رای به زنان در مسائل محلی را اعطا کرد، آن هم پس از اینکه دادگاه عالی فدرال آن کشور، آن را مجبور به این کار کرد. در لیختن‌اشتاین پس یک همه‌پرسی در ۱۹۸۴، زنان صاحب حق رای شدند. پیش از آن، سه رفراندوم دیگر به ترتیب در سال‌های ۱۹۶۸، ۱۹۷۱ و ۱۹۷۳ برگزار شده بود که در هیچ‌کدام با حق رای زنان موافقت نشده بود.

از دیگر فعالیت‌های فمینیست‌ها، تلاش برای انجام اصلاحات در قوانین خانواده که به شوهر حق کنترل زن را می‌داد، بود. اگرچه قانون سرپناه (قانونی در بریتانیا و آمریکا که حقوق قانونی زن را به شوهرش می‌داد) تا قرن بیستم در ایالات متحده و انگلستان لغو شده بود، اما هنوز در بسیاری از کشورهای اروپا زنان متأهل از حقوق قانونی بسیار کمی برخوردار بودند. به عنوان مثال، در فرانسه تا سال ۱۹۶۵ زنان متأهل برای کار کردن نیاز به اجازه شوهر داشتند. فمینیست‌ها همچنین در پی لغو قوانین «معافیت زناشویی» که شوهران را از محاکمه به دلیل تجاوز به همسرانشان معاف می‌کرد، بودند. پیش از این فمینیست‌های موج اول چون ویکتوریا وودهال، ولترین دو سلیر و الیزابت کلارک ولستنهولم المی برای لغو این قوانین تلاش کرده بودند، اما موفق نشده بودند؛ این قوانین یک قرن پس از آن در بیشتر کشورهای غربی لغو شده است، اما هنوز در بسیاری از کشورهای جهان وجود دارد.

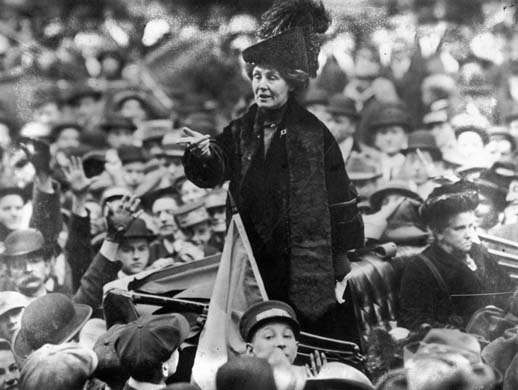
املین پنکهرست خانه‌اش را در نیویورک فروخت و پس از آن به سفر در بریتانیا و ایالات متحده پرداخت تا برای حق رای زنان مبارزه کند.

فیلسوف فرانسوی سیمون دو بووار در سال ۱۹۴۹ کتاب جنس دوم (Le Deuxième Sexe) را منتشر کرد که در آن یک راه‌حل مارکسیستی و یک دیدگاه اگزیستانسیالیستی بر بسیاری از دغدغه‌های فمینیسم ارائه کرد. او به بیان احساس فمینیست‌ها در ربط با وجود ناعدالتی می‌پردازد.
موج دوم فمینیسم در اوایل دهه شصت در قرن ۲۰ آغاز شد و تا امروز هم ادامه دارد؛ نتیجتاً موج دوم و موج سوم به صورت همزمان به راه خود ادامه می‌دهند. در موج دوم، فمینیسم برابری را در مسائلی فراتر از حق رای جستجو می‌کند و در پی پایان دادن به تبعیض‌های جنسیتی است. این موج نابرابری‌های سیاسی و فرهنگی را به‌طور پیوسته به هم مرتبط می‌داند و زنان را تشویق می‌کند که بخش‌های زندگی شخصیشان را عمیقاً سیاسی و بازتاب‌دهنده یک ساختار قدرت جنسیت‌زده بدانند. کارول هانیش، فعالیت فمینیست، شعار «شخصی سیاسی است» را به کار برد و این شعار با موج دوم فمینیسم پیوند خورده است.
مشخصه موج دوم و سوم در چین بررسی مجدد نقش زنان در انقلاب کمونیستی و سایر جنبش‌های اصلاحاتی است. همچنین این امواج منجر به بحث‌هایی در ربط با این موضوع که آیا حق برابری جنسی در چین کاملاً به دست آمده است یا نه شده است.
در سال ۱۹۵۶، رئیس‌جمهور مصر جمال عبدالناصر از «فمینیسم دولتی» پرده برداشت. او هرگونه تبعیض علیه زنان را ممنوع اعلام کرد و به آنان حق رای داد، اما فعالیت سیاسی از سوی فعالان فمینیست را ممنوع اعلام کرد. در زمان ریاست جمهوری انور سادات، همسر او جهان سادات به صورت عمومی برای حقوق بیشتر برای زنان فعالیت می‌کرد، اما در آن زمان جامعه مصر و سیاست دولت آن کشور به سوی اسلام‌گرایی و محافظه‌کاری پیش می‌رفت. با این حال برخی از فعالان یک جنبش جدید فمینیستی را پیشنهاد دادند: فمینیسم اسلامی. مطابق گفته فمینیست‌های اسلامی، زنان می‌توانند در محدوده قوانین اسلام به برابری دست پیدا کنند.
در آمریکای لاتین انقلاباتی صورت پذیرفت که همچنین بر جایگاه زنان هم در آن کشورها تأثیر گذاشت. یک نمونه از آن انقلاب نیکاراگوئه بود که ایدئولوژی فمینیستی آن باعث شد تا سطح رفاه زنان افزایش پیدا کند، اما این انقلاب موفق نشد که یک تغییر اجتماعی و ایدئولوژیک ایجاد کند.

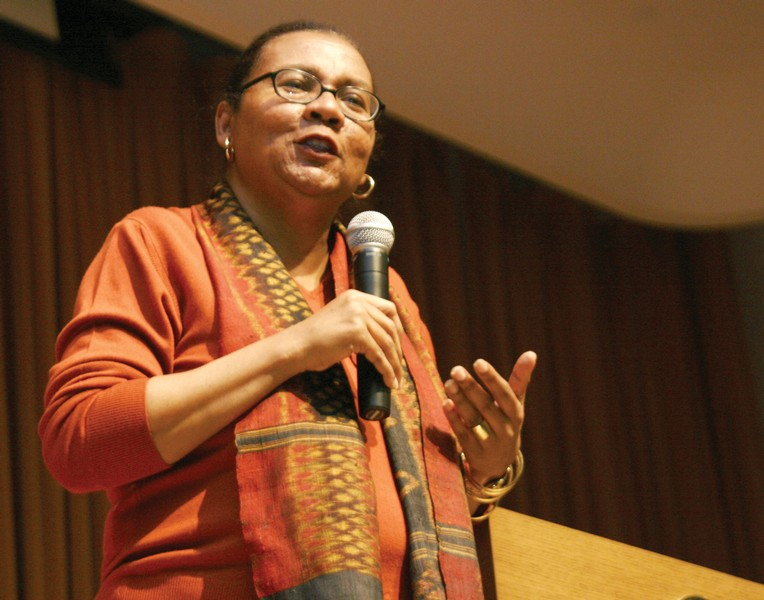
بل هوکس، نویسنده، فعال اجتماعی و فمینیست

در سال ۱۹۶۳ بتی فریدان کتاب رازوری زنانه را منتشر کرد که نقش مهمی در رساندن صدای نارضایتی زنان آمریکایی داشت. این کتاب را معمولاً جرقه اصلی در آغاز موج دوم فمینیسم در ایالات متحده می‌دانند. پس از ده سال از آغاز موج دوم، نیمی از نیروی کار در جهان اول را زنان تشکیل می‌دادند.

### اواخر قرن ۲۰ و اوایل قرن ۲۱

#### موج سوم فمینیسم
ریشه‌های موج سوم فمینیسم به ظهور یک خرده‌فرهنگ پانک فمینیستی موسوم به رایت گرررل در المپیا، واشینگتن، ایالات متحده و شهادت آنیتا هیل در برابر کمیته قضایی سنای ایالات متحده آمریکا — که همه اعضای آن مرد و سفیدپوست بودند — ربط با آزار جنسی او توسط کلارنس توماس، نامزد عضویت در دیوان عالی ایالات متحده آمریکا، بازمی‌گردد. ربکا واکر کسی بود که عبارت موج سوم را در مقاله‌ای در واکنش به عضو شدن توماس در دیوان عالی که در مجله میز به کار برد:
من این را خطاب به همه زنان، به خصوص زنان هم نسل خودم می‌نویسم: بگذارید انتخاب شدن توماس، همانگونه که به من یادآوری کرد، به شما هم یادآوری کند که تا پایان مبارزه هنوز راه درازی باقی است. بگذارید نادیده گرفته شدن تجربه یک زن شما را عصبانی کند. آن خشم را به یک قدرت سیاسی تبدیل کنید. به آن رای ندهید، مگر آن‌ها برای ما کاری کنند. با آن‌ها رابطه جنسی نداشته باشید، سر یک میز غذا نخورید، به آن‌ها اهمیتی ندهید، تا زمانی که آزادی ما برای کنترل تن‌ها و زندگیمان برایشان اولویت داشته باشد. من فمینیست پست‌فمینیسمی نیستم. من موج سوم هستم.

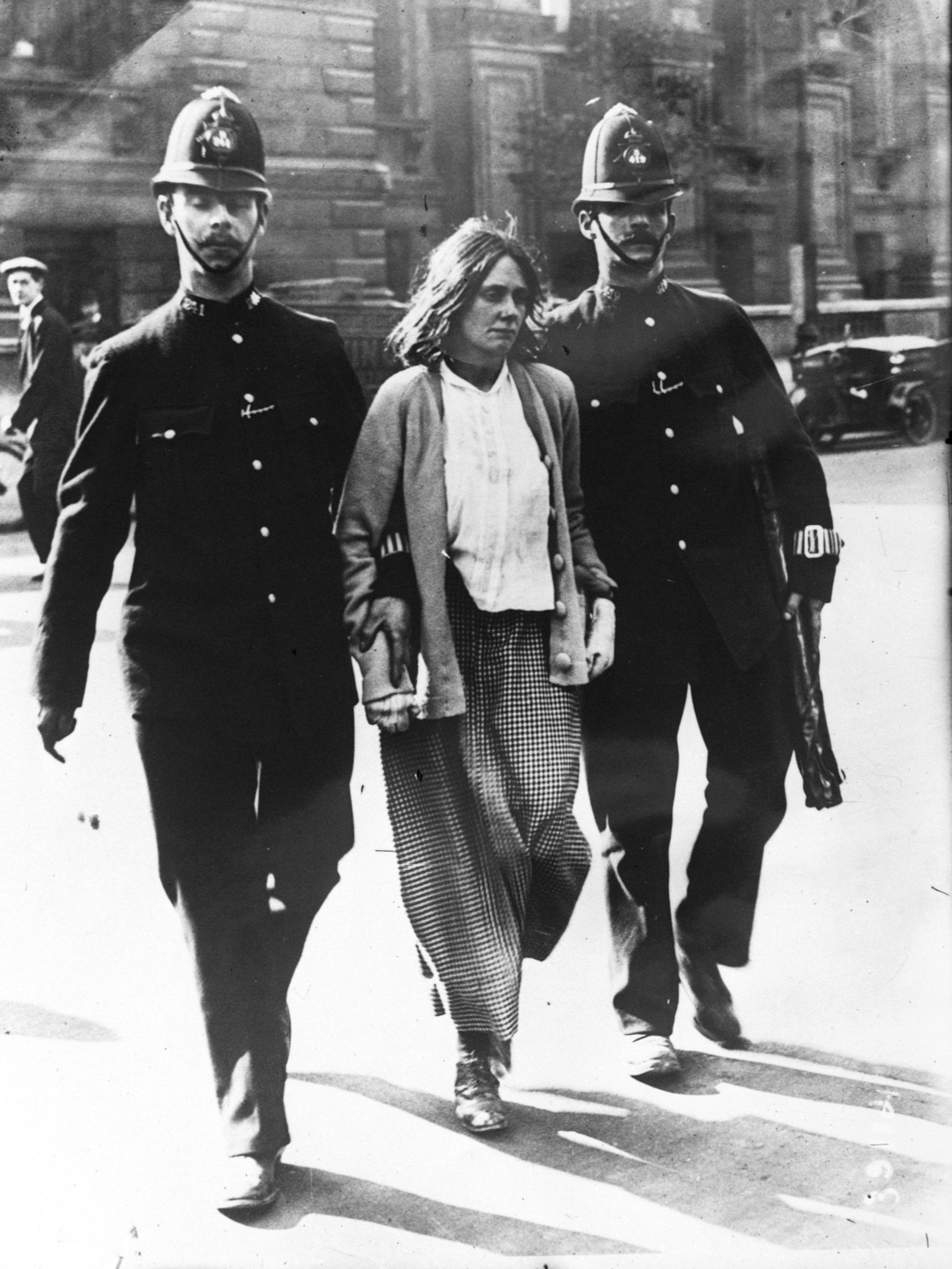
دستگیریِ یک سافراجت در لندن ۱۹۱۴ میلادی. سافروجت‌ها برای بدست‌آوردنِ حقِ رأی برای زنان بهم پیوسته بودند.

موج سوم فمینیسم همچنین تلاش کرد تا از تعریف موج دوم در ربط با زنانگی فاصله بگیرد یا آن را به چالش بکشد؛ فمینیست‌های موج سومی معتقد بودند که تعریف موج دوم بیش از حد به تجارب زنان سفیدپوست و طبقه متوسط-بالا اهمیت می‌داد. تمرکز موج سوم معمولاً بر «خرده‌سیاست‌ها» بود و الگوی موج دوم در ربط با اینکه چه چیزی برای زنان خوب است، یا نیست، را به زیر سؤال برد. موج سوم فمینیسم در تلاش بود که برداشتی پسا-ساختارگرایانه از جنسیت داشته باشد. رهبران فمینیستی غیرسفید پوست مانند بل هوکس، گلوریا آنزالدوا، چلا ساندوال، چری ماراگو، آدری لرد، ماکسین هونگ کینگستون و بسیاری دیگر تلاش کردند تا در چهارچوب فمینیسم فضایی برای مسائل مرتبط با نژاد ایجاد کنند. موج سوم فمینیسم همچنین منجر به بحث‌هایی میان فمینیسیت‌هایی که معتقد بودند تفاوت‌های روانشناختی مهمی میان جنسیت‌ها وجود دارد و فمینیست‌هایی که معقتدند بودند هیچ تفاوت روانشناختی میان جنسیت‌ها وجود ندارد و نقش‌های جنسیتی فقط به دلیل شرایط اجتماعی هستند، شد.

#### فرضیه دیدگاه
فرضیه دیدگاه یا تئوری استندپوینت فرضیه‌ای است که عنوان می‌کند جایگاه اجتماعی یک شخص بر دانسته‌های او تأثیرگذار شد. این دیدگاه استدلال می‌کند که تحقیقات و نظریات زنان و جنبش فمینیسم را بی‌اهمیت به حساب می‌آورند و علم سنتی را بی‌طرفانه نمی‌بیند. از دهه ۱۹۸۰، فمینیست‌های نقطه‌نظری بر این موضوع پافشاری می‌کنند که جنبش فمینیسم باید بر مسائل جهانی (مانند تجاوز، زنای محارم، تن‌فروشی) و مسائلی که در فرهنگ‌های مختلف وجود دارد (مانند ختنه زنان در بخش‌هایی از جوامع آفریقایی و عرب یا سقف شیشه‌ای در کشورهای توسعه‌یافته که مانع از پیشرفت زنان می‌شود) تمرکز کند تا درک کند که چگونه نابرابری جنسیتی با نژادپرستی، همجنسگراهراسی، تبعیض طبقاتی و استعمارگری در «ماتریس سلطه» درآمیخته است. فرضیه دیدگاه ریشه در تفکرات مارکسیستی مبنی بر اینکه طبقات ستم‌دیده به اطلاعاتی دسترسی دارند که در دسترس افراد متعلق به طبقات بالاتر نیست، دارد.

#### موج چهارم فمینیسم
موج چهارم فمینیسم در سال ۲۰۱۲ و زمانی که توجهات نسبت به این جنبش مجدداً اوج گرفت، آغاز شد. این موج با استفاده از شبکه‌های اجتماعی در پیوند است. بنا به گفته محقق فمینیسم پرودنس چمبرلین، تمرکز موج چهارم بر عدالت برای زنان و مخالفت با آزار جنسی و خشونت علیه زنان است. مشخصه آن، بنا به گفته چمبرلین، این است که «نمی‌تواند باور کند برخی رفتارها هنوز هم می‌توانند وجود داشته باشند.»

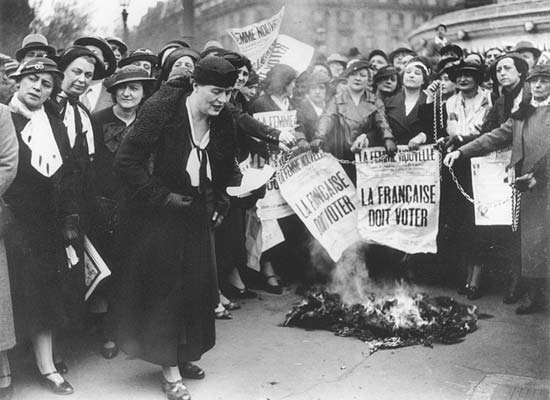
عکسی از تظاهرات زنان در سال ۱۹۳۵ در فرانسه، در جنبش اعطای حق رای به زنان. زنان فرانسوی تا سال ۱۹۴۴ حق رای نداشتند.

کیرا کاکرین می‌گوید که موج چهارم فمینیسم با «تکنولوژی تعریف شده است» و مشخصه آن استفاده از فیسبوک، توییتر، اینستاگرام، یوتیوب، تامبر و وبلاگ‌هایی مانند فیمینیستینگ است تا موضوعاتی نظیر زن‌ستیزی را به چالش بکشد و برای برابری بیشتر تلاش کند.
مسائلی که فمینیست‌های موج چهارمی بر آن توجه می‌کنند شامل آزار خیابانی، آزار در محل کار، آزار جنسی در پردیس دانشگاه‌ها و فرهنگ تجاوز است. رسوایی‌هایی در ربط با آزار، سوءاستفاده از زنان و دختران و قتل آنان منجر به گالوانیزه شدن این جنبش شده است. از جمله این اتفاقات تجاوز گروهی ۲۰۱۲ دهلی، رسوایی جیمی ساویل در ۲۰۱۲، پرونده‌های تجاوز جنسی بیل کازبی، تیراندازی در آیلا ویستا در ۲۰۱۴، محاکمه ژیان قمیشی در ۲۰۱۶، اتهامات آزار جنسی هاروی واینستین و اثر واینستین که در پس آن به وجود آمد و رسوایی‌های جنسی ۲۰۱۷ وست‌مینستر است.
نمونه‌هایی از کارزارهای مرتبط با موج چهارم فمینیسم شامل پروژه جنسیت‌زدگی روزمره، مقاله جدیدی در کار نیست ۳، به جنسیت‌زدگی در بیلد پایان دهید، نمایش تشک، ۱۰ ساعت پیاده‌روی در نیویورک به عنوان یک زن، #بله_همه_زنان، آزادی پستان، قیام یک میلیاردی، راهپیمایی ۲۰۱۷ زنان، راهپیمایی ۲۰۱۸ زنان و هشتگ من هم می‌شود. در دسامبر ۲۰۱۷، مجله تایم گروهی از فعالان برجسته جنبش من هم را با عنوان «سکوت‌شکنندگان» به عنوان شخص سال انتخاب کرد.

#### پُست‌فمینیسم
عبارت «پست‌فمینیسم» (پسا فمینیسم) برای توصیف گستره‌ای از دیدگاه‌ها دربارهٔ فمینیسم از دهه ۱۹۸۰ مورد استفاده قرار گرفته است. پُست‌فمینیست‌ها، ضدفمینیسم نیستند اما معتقدند که زنان به اهداف موج دوم دست پیدا کرده‌اند؛ آن‌ها منتقد اهداف موج سوم و چهارم فمینیسم هستند. این عبارت اولین بار برای توصیف ضدیت با موج دوم به کار رفت اما در حال حاضر به گستره وسیعی از نظریاتی که نسبت به گفتمان‌های پیشین فمینیسم، شامل موج دوم، انتقاد می‌کنند به کار می‌رود. دیگر پست‌فمینیست‌ها می‌گویند که فمینیسم دیگر برای جامعه امروز موضوعیتی ندارد. آملیا جونز نوشته است که مطالب پست‌فمینیستی دهه ۸۰ و ۹۰ موج دوم فمینیسم را به عنوان جنبشی یکپارچه به تصویر کشیدند. بنا به گفته دروتی چان، نوعی «روایت سرزنشی» در زیر نام پست‌فمینیسم پنهان شده است، آن‌ها فمینیست‌ها را به دلیل اینکه «هنوز در یک جامعه پست‌فمینیستی، جایی که (تا همین حالا) برابری جنسیتی به دست آمده است، هنوز به دنبال برابری هستند تخریب می‌کنند.» بنا به گفته چان، «خیلی از فمینیست‌ها از طرقی که از گفتمان حقوق و برابری علیه آن‌ها استفاده می‌شود، ابراز گله کرده‌اند.»

## سیاست

### سوسیالیسم

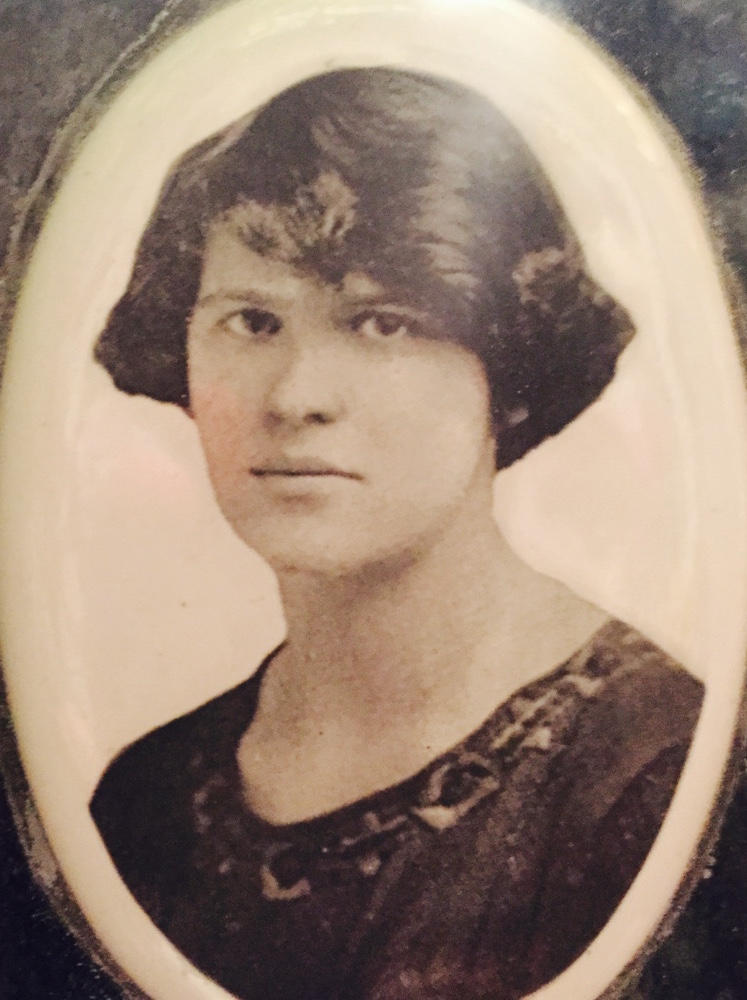
رز کوهن، یکی از فعالان حق رای زنان، در سال ۱۹۳۷ توسط استالین در جریان پاکسازی بزرگ، دو ماه پس از اعدام شوهرش اعدام شد.

از اواخر قرن نوزدهم، تعدادی از فمینیست‌ها با سوسیالیسم در یک جبهه قرار گرفتند، حال آنکه دیگران سوسیالیسم را به دلیل «اهمیت کافی به حقوق زنان ندادن»، به نقد کشیده‌اند. آگوست ببل، از فعالان حزب سوسیال دموکرات آلمان (SPD)، اثری به نام Die Frau und der Sozialismus منتشر کرد که در آن، از ارتباط میان برابری میان جنسیت‌ها و برابری اجتماعی گفت. در ۱۹۰۷، کنفرانس بین‌المللی زنان سوسیالیست در شهر اشتوتگارت برگزار شد و در آن کنفرانس، حق رای به عنوان ابزاری برای مبارزه طبقاتی توصیف شد. کلارا زتکین، از اعضای حزب سوسیال دموکرات، خواستار اعطای حق رای به زنان شد تا «نظمی سوسیالیستی» برپا شود زیرا آن را «تنها نظمی که می‌تواند راه‌حلی رادیکال برای مسئله زنان ارائه کند» می‌دانست.
در بریتانیا، جنبش زنان با حزب کارگر در پیوند بود. در ایالات متحده، بتی فریدان که از پیش‌زمینه‌ای رادیکال برخاسته بود، به رهبری انجمن ملی زنان رسید. «زنان تندرو» نام قدیمی‌ترین سازمان سوسیالیستی فمینیستی ایالات متحده است و هنوز هم فعال است. در جریان جنگ داخلی اسپانیا، دولوریس ایباروری حزب کمونیست اسپانیا را رهبری می‌کرد. با اینکه او از برابری زنان و مردان حمایت می‌کرد، با جنگیدن زنان در خطوط مقدم مخالف بود که این موضوع باعث درگیری او با فمینیست اقتدارگریز موخرس لیبرس شد.
از جمله فمینیست‌های ایرلندی در اوایل قرن بیستم کنستانس مارکیویتش، یک انقلابی جمهوری‌خواه، سافرجت و سوسیالیست، بود. او در سال ۱۹۱۸ به اولین زنی بدل شد که به عنوان نماینده به مجلس عوام بریتانیا راه پیدا کرد. با این حال، در پی پیروی از سین فین، حاضر نشد وارد مجلس عوام بریتانیا شود. او در سال ۱۹۲۱ در مجمع دوم ایرلند مجدداً انتخاب شد و به پارلمان راه یافت. به علاوه، مارکیویتش یکی از فرماندهان ارتش شهروندان ایرلندی بود که جیمز کونالی، سوسیالیستی که فمینیست هم بود، در جریان قیام عید پاک در ۱۹۱۶ آن را رهبری کرده بود.

### فاشیسم
فاشیسم دیدگاه‌های مبهم و دوگانه‌ای در ربط با فمینیسم دارد. یکی از خواسته‌هایی که در مانیفست فاشیسم در ۱۹۱۹ مطرح شد، گسترش حق رای به تمام شهروندان ایتالیایی، شامل زنان ۱۸ ساله یا بیشتر (و حق نامزدی در انتخابات برای شهروندان بالای ۲۵ سال) بود. هرچند این خواسته تنها در سال ۱۹۴۶، چندی پس از شکست و سقوط فاشیسم به دست آمد. گروه‌های فاشیستی زنانه چون fasci femminilli جنبش‌های دستیابی به این اهداف را رهبری می‌کردند و تنها بخشی از خواسته‌های آنان در ۱۹۲۵ تحت فشار موئتلفان محافظه‌کارتر بنیتو موسولینی تحقق پیدا کرد.

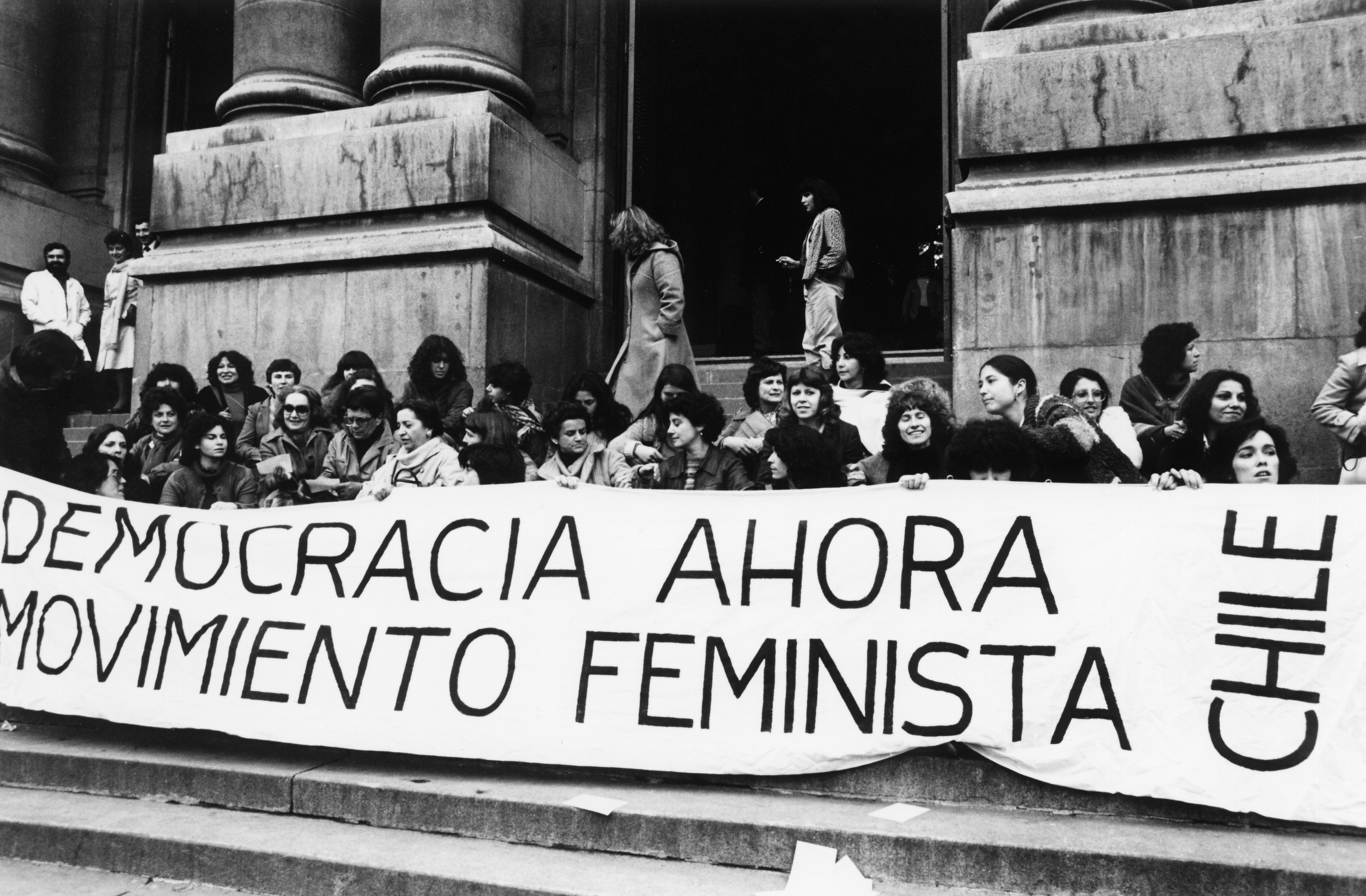
تظاهرات فمینیست‌های شیلیایی علیه رژیم آگوستو پینوشه

بنا به گفته سیپریان بلامیرس، اگرچه فمینیست‌ها جزو آن دسته از کسانی بودند که با قدرت‌گیری آدولف هیتلر مخالفت کردند، اما فمینیسم رابطه پیچیده‌ای با جنبش نازی داشت. نازی‌ها با وجود اینکه مفاهیم سنتی جوامع پدرسالارانه و نقش زنان در آن را تبلیغ می‌کردند، مدعی بودند که برابری زنان و مردان در موقعیت کاری را قبول دارند. موسولینی و هیتلر هر دو از مخالفت خودشان با فمینیسم را ابراز داشتند و پس از اینکه حزب نازی در ۱۹۳۳ قدرت را در آلمان در دست گرفت، شروع به گرفتن حقوق سیاسی و فرصت‌های اقتصادی که فمینیست‌ها در دوره پیش از جنگ جهانی اول و تا حدودی در دهه ۱۹۲۰ برای آن مبارزه کرده بودند، کرد. بنا به گفته نویسندگان کتاب تاریخ زنان در غرب، در عمل یک جامعه فاشیستی یک جامعه سلسله‌مراتبی است و بر نیروی رجولیت مردان تأکید دارد، درحالی که زنان در تابعیت آنان قرار دارند. بلامیرس همچنین اضافه می‌کند که نئوفاشیسم از دهه ۱۹۶۰ دیدگاه خصمانه‌ای نسبت به فمینیسم داشته و از زنان می‌خواهد که «نقش‌های سنتیشان را بپذیرند.»

### جنبش حقوق مدنی و ضدنژادپرستی
جنبش حقوق مدنی سیاهپوستان آمریکا (۶۸–۱۹۵۵) و فمینیسم به‌طور متقابل بر یکدیگر اثر گذاشتند. بسیاری از فمینیست‌های غربی تئوری‌ها و ادبیات جنبش برابری نژادی آمریکا را پذیرفتند و میان حقوق زنان و حقوق غیرسفیدپوستان ایالات متحده موازاتی را رسم کردند. با وجود ارتباطاتی که میان دو جنبش وجود داشت، در طول دهه‌های ۱۹۶۰ و ۷۰ تنش‌هایی میان آن دو ایجاد شد زیرا برخی از زنان غیرسفیدپوست فمینیسم را جنبشی مخصوص سفیدپوستان، دگرجنسگرایان و طبقه متوسط می‌دانستند که مسائل نژادی و جنسیتی را درک نمی‌کند و به آن اهمیت نمی‌دهد. به صورت مشابهی، برخی از زنان فمینیست بر این نکات تأکید می‌ورزیدند که جنبش حقوق مدنی دارای عناصر همجنس‌گراهراسانه و جنسیت‌زده است و به نگرانی‌های آن دسته از زنانی که در اقلیت هستند به اندازه کافی اهمیت نمی‌دهد. این انتقادات باعث ظهور تئوری‌های اجتماعی فمینیستی جدیدی در ربط با سیاست‌های هویتی و اشتراکات میان نژادپرستی، تبعیض طبقاتی و تبعیض جنسیتی شد؛ همچنین تفکرات فمینیستی جدیدی چون فمینیسم سیاه و فمینیسم چیکانا (مربوط به مکزیکیان آمریکا) شد و تأثیرات شایانی بر لزبین فمینیسم و هوست کوئیرهای رنگ‌پوست شد.

### نئولیبرالیسم
تئوری فمینیستی نئولیبرالیسم را به دلیل تأثیر منفی که بر جمعیت نیروی کار زنان در سطح جهانی، به خصوص در جنوب جهانی، داشته مورد نقد قرار می‌دهد. فرضیات و اهداف مردانه کماکان در تفکرات اقتصادی و ژئوپولیتیکی غالب است: 177  و تجارب زنان در کشورهای غیرصنعتی معمولاً اثر منفی سیاست‌های مدرن‌سازی را نشان می‌دهد و این ادعا که توسعه به سود همه است را رد می‌کند.: 175 
بنا به پردازندگان تئوری نئولیبرالیسم، افزایش حضور زنان در نیروی کار منجر به افزایش پیشرفت اقتصادی می‌شود اما منتقدان فمینیست به این نکته اشاره کرده‌اند که افزایش حضور زنان به تنهایی منجر به دستیابی به برابری در روابط جنسیتی نمی‌شود.: 186–98  نئولیبرالیسم موفق نشده است که مشکلات مهم مانند کاهش پرداختی در «نیروی کار زنانه‌سازی شده»، ساختاری که مردان و مردانگی را در اولویت قرار می‌دهد و سیاسی‌سازی نقش تابع زنان در خانواده و محل کار بپردازد.: 176  «زنانه‌سازی کار» به طبقه‌بندی مفهومی شرایط کاری رو به وخامت و کم‌ارزش‌سازی شده دارد که مطلوب، مهم و امن و امان نیست.: 179  کارفرمایان در جنوب جهانی پیشفرض‌هایی نسبت به نیروی کار زنانه دارد و به دنبال استخدام کسانی هستند که آن‌ها را افرادی قانع و مطیع می‌بینند که حاضرند دستمزد پایین را بپذیرند.: 180  ساختارهای اجتماعی در ربط با نیروی کار زنانه‌سازی شده نقش مهمی در این موضوع بازی کرده است و کارفرمایان اغلب بر ایده‌هایی که زنان را «حقوق‌بگیرانی دست دوم» که شایسته «آموزش و ترفیع نیستند» می‌دانند پافشاری می‌کنند تا «پرداختی کم آنان را توجیه کنند.»: 189 

## تأثیر بر جامعه
جنبش فمینیسم با ایجاد تغییراتی بر جوامع غربی تأثیرگذار بوده که این تأثیرات شامل حق رای زنان، دسترسی بیشتر به حق تحصیل، کاهش فاصله دستمزد با مردان، حق به جریان انداختن پروسه طلاق، حق زنان جهت تصمیم‌گیری در مورد بارداری (شامل دسترسی به راه‌های پیشگیری و سقط جنین) و حق مالکیت بوده است.

### حقوق شهروندی

کشورهای قرمز رنگ کنوانسیون رفع هرگونه تبعیض علیه زنان را امضا نکرده‌اند. کشورهای زرد رنگ آن را امضا کرده‌اند، اما به جریان نیانداخته‌اند.

از دهه ۱۹۶۰ تاکنون، کارزارهای در ربط با حقوق زنان در آمریکا و بریتانیا با واکنش‌های مختلفی روبرو شده است. سایر کشورهای اتحادیه اقتصادی اروپا توافق کرده‌اند که از وجود نداشتن قوانین تبعیض‌آمیز جنسیتی در جوامع اروپایی، اطمینان حاصل کنند.
از دهه ۱۹۶۰ تاکنون، کارزارهای در ربط با حقوق زنان در آمریکا و بریتانیا با واکنش‌های مختلفی روبرو شده است. سایر کشورهای اتحادیه اقتصادی اروپا توافق کرده‌اند که از وجود نداشتن قوانین تبعیض‌آمیز جنسیتی در جوامع اروپایی، اطمینان حاصل کنند.
برخی از کارزهای فمینیستی همچنین به ایجاد اصلاحات در مورد رفتارها در برابر آزار جنسی کودکان یاری رسانده‌اند. به عنوان مثال، دیدگاهی که دختران نوجوان را مسئول رابطه جنسی مردان با آن‌ها می‌دانست، امروزه جای خود را به این داده که مردان، از آنجا که بزرگسال هستند، مسئولیت رفتار خودشان را برعهده دارند.
در ایالات متحده آمریکا، سازمان ملی زنان (NOW) از سال ۱۹۶۶ جهت دستیابی به حقوق برابر برای زنان آغاز به کار کرد. از جمله فعالیت‌های این سازمان، تلاش برای تصویب متمم حقوق برابر که به تصویب رسانده نشد، بوده است؛ با وجود عدم تصویب آن، برخی از ایالات‌ها خودشان به صورت جداگانه آن را به جریان انداخته‌اند. در ربط با حقوق باروری، دادگاه رو در برابر وید حکم داد که زنان حق دارند به تنهایی دربارهٔ ادامه بارداری یا سقط جنین، تصمیم بگیرند. افزایش دسترسی زنان غربی به راه‌های مطمئن پیشگیری از بارداری امکان تنظیم خانواده و حضور در مشاغل حرفه‌ای را به آنان داده است. این جنبش در دهه ۱۹۱۰ به رهبری مارگارت سنگر در آمریکا و ماری استوپس در بریتانیا آغاز شد. در ۳ دهه پایانی قرن ۲۰، زنان غربی از طریق به دست آوردن این حق، به آزادی جدیدی دست پیدا کرده‌اند که به زنان این امکان را داد که برای زندگی بزرگسالیشان تصمیم‌گیری کنند و راه را برای حضور همزمان آنان در خانواده و مشاغل هموار کرد.
تقسیم کار در خانه با افزایش حضور زنان در مشاغل در طی قرن ۲۰ تحت تأثیر واقع شد. آرلی راسل هاشچایلد، یک جامعه‌شناس، در تحقیقات خود به این نتیجه رسید در صورتی که مرد و زن هر دو شاغل باشند، معمولاً وقتی که در محل کار سپری می‌کنند، یکسان است؛ اما باز هم زنان باید وقت بیشتری را صرف کار در خانه کنند، هرچند کثی یانگ استدلال کرد که در برخی موارد زنان خودشان مانع از مشارکت برابر مردان در کار در خانه و فرزندپروری می‌شوند. جودیث کی. براون می‌نویسد: «زمانی که فعالیت‌های لازم برای امرار معاش این مشخصه‌ها را دارند، زنان معمولاً کار بیشتری انجام می‌دهند: شاغل نیازی ندارد از خانه دور باشد، وظایف نسبتاً خسته کننده هستند، نیازی به دقت زیادی ندارند و شغل خطرناکی نیست، می‌تواند با وجود وقفه صورت پذیرد و پس از تعلیق شدن، به سادگی از سر گرفته شود.»
در سطح قوانین بین‌المللی، مجمع عمومی سازمان ملل متحد کنوانسیون رفع هرگونه تبعیض علیه زنان (CEDAW) را تصویب کرده است و سازمان ملل آن را به عنوان یک منشور حقوق شهروندی برای زنان در نظر گرفته است. تمام کشورهایی که آن کنوانسیون را تصویب کردند، آن را به جریان انداختند. ایران این قانون را امضا نکرده است.

### دانش نظری حقوق
دانش نظری حقوق فمینیستی یکی از شاخه‌های دانش نظری حقوق است که هدف آن آنالیز و برررسی رابطه میان زنان و قانون است. دانش نظری حقوق فمینیستی مسائل مربوط به سوگیری قانونی و اجتماعی علیه زنان و علیه افزایش حقوق قانونی آن‌ها را مورد بررسی قرار می‌دهد.
دانش نظری حقوق فمینیستی نشانگر واکنشی به رویکرد فلسفی حقوق‌دانان امروزی که معمولاً قانون را به عنوان پروسه‌ای که می‌تواند منجر به از بین بردن جنسیت‌زدگی جامعه شود می‌دانند، است. حقوقدانان فمینیست بر این نظر هستند که این قوانین نمی‌توانند منافع قانونی زنان یا آسیبی که ممکن است تجربه کنند را به خوبی درک نمایند، چه برسد به اینکه بتوانند آن را مرتفع سازند.

### تأثیرات بر زبان انگلیسی
لوس ایریگاره و الن سیکسو نخستین کسانی بودند که تأثیر زبان‌هایی که به لحاظ دستوری میان جنسیت‌ها فرق می‌گذارند، را متذکر شدند. مدافعان زبان فراگیر، یعنی زبانی فاقد جنسیت دستوری باشد و به عنوان مثال، زنان و مردان را با ضمیری یکسان خطاب کند، از این می‌گویند که زبان‌هایی که دارای جنسیت دستوری هستند، مانند انگلیسی، معمولاً بر برتری مردان دلالت دارند و نشانگر عدم برابری در جامعه هستند. بنا به The Handbook of English Linguistics، ضمایر مذکر و عناوین مشاغل که بنا به جنسیتشان مشخص می‌شوند (مانند waiter و waitress، هر دو به معنی «پیشخدمت») نمونه‌ای از آن است که «زبان انگلیسی به‌طور قراردادی مردان را به صورت پیشفرض به عنوان نمونه اولیه گونه انسان در نظر می‌گرفته است.»

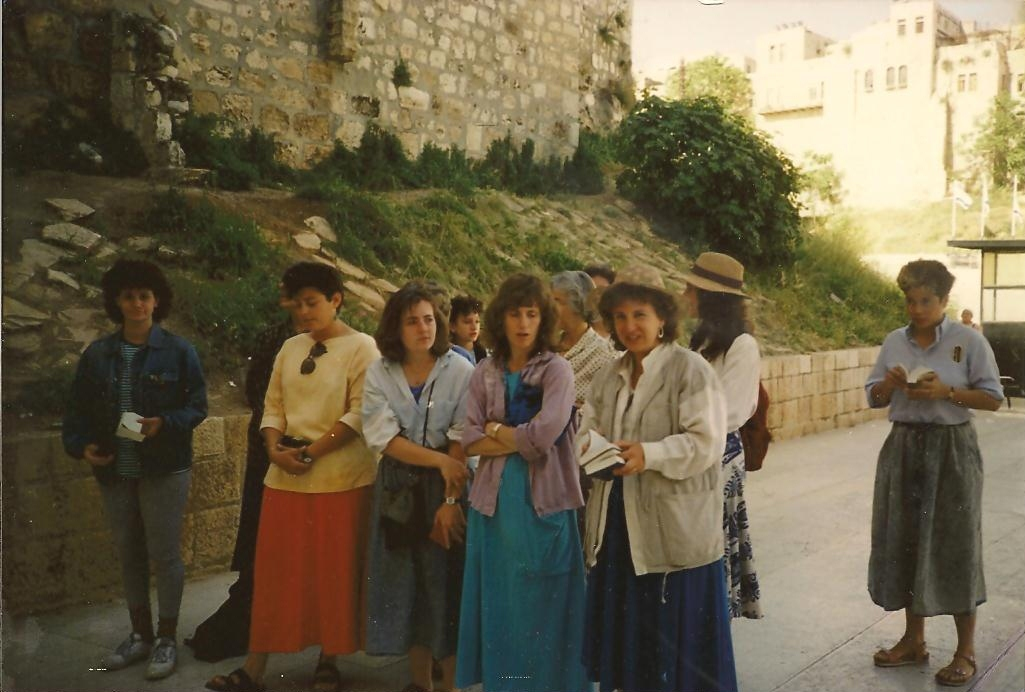
اعضای مؤسس سازمان فمینیستی «زنان دیوار» در اورشلیم. زنان دیوار یک سازمان فمینیستی اسرائیلی است.

لغت‌نامه وبستر، ضمیر they را با توصیف «یکی از کلماتی که بیشترین جستجو را داشته» به عنوان ضمیری که فاقد جنسیت است و می‌تواند به جای she و he به کار رود، به عنوان کلمه سال ۲۰۱۹ انتخاب کرد.

### دین
الهیات فمینیستی جنبشی است که به دنبال بازبینی سنت‌ها، اعمال، نوشته‌های مقدس مذهبی و الهیات از دیدی فمینیستی است. از اهداف الهیات فمینیستی این است که نقش زنان را در میان روحانیون و مقامات دینی افزایش دهد، تصویر مردانه‌ای که از خدا ارائه شده را بازبینی کند، جایگاهی در ربط با شغل و مادری برای زنان تعیین کند و دربارهٔ تصویر زنان در متون مقدس ادیان پژوهش کند.
فمینیسم مسیحی یکی از شاخه‌های الهیات فمینیستی است که به دنبال تفسیر و برداشتی از مسیحیت است که برابری زنان و مردان را به رسمیت می‌شناسد و بر آن است که این تفسیر برای درک کامل از مسیحیت ضروری است. هرچند فمینیست‌های مسیحی باورهای یکسانی ندارند، بیشترشان قبول دارند که خدا بر پایه جنسیت تبعیض قائل نمی‌شود. آن‌ها در مسائلی مانند ورود زنان به مراتب دینی، سلطه مردان بر و بالانسی در فرزندپروری در ازدواج مسیحی، ادعای نقص اخلاقی زنان و جایگاه پایین‌تر زنان نسبت به مردان، و رفتار کلی کلیسا با زنان فعال هستند.
فمینیسم اسلامی به دنبال حقوق زنان، برابری جنسیتی و عدالت اجتماعی در چارچوب اسلامی است. فمینیست‌های مسلمان به دنبال این هستند که آموزه‌های برابری عمیق در قرآن را پر رنگ کنند و برداشت‌های پدرسالارانه اسلامی از آموزه‌های قرآن، حدیث و شریعت را بازبینی کرده تا جامعه‌ای دارای عدالت و برابری بیشتر پایه‌ریزی کنند. اگرچه این جنبش ریشه در اسلام دارد، اما رهبرانش از گفتمان‌های سکولار و فمینیستی غربی پیروی می‌کنند و فمینیسم اسلامی را بخشی از جنبش جهانی فمینیسم می‌دانند.
فمینیسم بودایی جنبشی است که به دنبال بهبود جایگاه دینی، قانونی و اجتماعی زنان در بودیسم است. این یکی از ابعاد الهیات فمینیستی است که در پی پیشرفت و درک برابری زن و مرد از دید اخلاقی، اجتماعی، روانی و در رهبری از دیدی بودایی است.
فمینیسم یهودی جنبشی است که به دنبال بهبود جایگاه دینی، قانونی و اجتماعی زنان در یهودیت است تا فرصت‌های جدیدی برای زنان در تجارب دینی و رهبری زنان یهودی ایجاد کند. از مهم‌ترین دغدغه‌های نخستین فمینیست‌های یهودی محرومیت از حضور در نیایش تمام مردانه «مینیان»، عدم پذیرش زنان به عنوان شاهد و عدم توانایی آنان در آغاز پروسه طلاق بود. بسیاری از زنان یهودی در طول تاریخ به رهبران جنبش‌های فمینیستی تبدیل شدند.

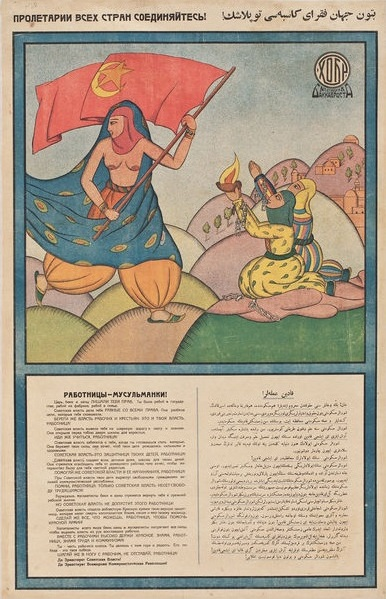
«زنان مسلمان - تزارها، بیگ‌ها و خان‌ها حقتان را از شما می‌گیرند.» یک پوستر چاپ شوروی در باکو، ۱۹۲۱

ویکای دیانی نام دین جدیدی است به مرکزیت آموزه‌های فمینیستی. این دین برپایه مادرسالاری مساوات‌خواهانه بنا شده است و خدا در آن مؤنث است. سوزانا پوداپست در دهه ۱۹۷۰ ویکای دیانی را در ایالات متحده تأسیس کرد.
فمینیست‌های بی‌خدا و سکولار ادیان را با دیدی فمینیستی نقد می‌کنند و باور دارند که بسیاری از ادیان قوانینی جهت سرکوب زنان دارند و مضامین و المان‌های زن‌ستیزانه در نوشته‌های دینیشان دیده می‌شود.

### پدرسالاری
پدرسالاری نظامی اجتماعی است که مطابق آن، جامعه حول محور حاکمیت مردان بنا شده است. در این نظام اجتماعی، زنان، کودکان و دارایی‌های خانواده کنترل و سلطه دارند. پدرسالاری بر پایه تابعیت زنان شکل گرفته است. بیشتر اشکال فمینیسم پدرسالاری را یکی از نظام‌های اجتماعی ناعادلانه می‌دانند که زنان را سرکوب می‌کند. کارول پیتمن می‌گوید که تمایز پدرسالارانه میان «مردانگی و زنانگی تفاوت سیاسی میان آزادی و انقیاد است.» در تئوری فمینیستی، معمولاً مفهوم پدرسالاری شامل همه مکانیزم‌های اجتماعی که نتیجه آن به کنترل مردان بر زنان است، می‌شود. تئوری فمینیستی پدرسالاری را برساخته اجتماع می‌داند و معتقد است که می‌شود با آنالیز انتقادی و آشکارسازی مظاهرش، بر آن غلبه کرد. برخی فمینیست‌های تندرو معتقدند که چون پدرسالاری عمیقاً در جامعه ریشه دوانده، تنها راه غلبه بر آن این است که زنان از مردان جدا شوند. این نوع از فمینیسم را «فمینیسم جدایی‌خواه» یا بعضاً «فمینیسم لزبین» هم لقب داده‌اند. البته دیگر فمینیست‌ها آن را «مردستیز» می‌دانند و از آن انتقاد کرده‌اند.

### مردان و مردانگی
تئوری فمینیست به ساختار اجتماعی مردانگی و تأثیر آن در دستیابی به برابر جنسی هم پرداخته است. ساختار اجتماعی مردانگی از دید فمینیسم مشکل‌ساز است زیرا مردان را با خشونت پیوند می‌دهد و پدرسالاری و روابط نابرابر جنسیتی را تقویت می‌کند. فرهنگ‌های پدرسالارانه برای «محدود کردن اشکال مردانگی» در دسترس مردان و نتیجتاً محدود کردن انتخاب‌های زندگی آنان مورد انتقاد قرار گرفته‌اند. برخی از فمینیست‌ها در مسائل مرتبط با مردان هم فعال هستند و موضوعاتی نظیر تجاوز به مردان و انتظارات اجتماعی منفی از مردان را پیش کشیده‌اند.
شرکت مردان در جنبش‌های فمینیستی از سوی فمینیست‌ها تشویق شده است و از دید آن‌ها برای دستیابی به پایبندی کامل جامعه به برابری جنسی اهمیت دارد. بسیاری از مردان فمینیست یا مردان حامی فمینیسم در مسائلی مانند حقوق زنان، تئوری فمینیست و مطالعات مردانگی فعال هستند. با این همه برخی استدلال می‌کنند که با وجود اینکه فعالیت‌های فمینیستی توسط مردان لازم است، اما به دلیل تأثیرات شدید اجتماعی پدرسالارانه بر روابط جنسیتی مشکل‌ساز است. امروزه در مواردی نظیر تئوری فمینیست و تئوری مردانگی توافق بر این است که زنان و مردان باید برای دستیابی به اهداف بزرگ‌تر فمینیسم همکاری کنند. گفته شده است که بخش بزرگی از این خواسته با پذیرفتن عاملیت زنان قابل دستیابی است.

## فرهنگ

### معماری
تحقیقات مربوط به جنسیت در ربط با معماری و مفهومی‌سازی آن، باعث شده است تا فمینیسم راه خود را به معماری نوین هم باز کند. پیوش ماثور عبارت «Archigenderic» (ترکیب دو کلمه معماری و جنسیت) را ابداع کرده و مدعی است که «طرح‌های معماری پیوند انکار ناپذیری با تعریف و قاعده‌مند کردن نقش‌ها، مسئولیت‌ها، حقوق و محدودیت‌های جنسیتی دارد.» هدف ماثور از طرح این موضوع بررسی «مفهوم معماری از بعد جنسیتی و مفهوم جنسیت بعد معماری» است.
دلورس هایدن در کتاب انقلاب بزرگ درونی توضیح می‌دهد که «از دست رفتن سنت زنانه‌های» منجر به «بازتعریف کار خانگی و نیازهای مسکن زنان و خانواده‌هایشان شده است و معماران و شهرسازان را مجبور کرده است که تأثیراتی که طراحی مسکن بر زندگی خانواده می‌گذارد را مجدداً بررسی کنند» شده است. خانه ریتفلد شرودر نمونه‌ای است که نشان می‌دهد که زندگی نوین خانواده نیازمند معماری جدیدی است.

### مشاغل
فعالان فمینیست همچنین گستره‌ای از «مشاغل فمینیستی» هم برپا کرده‌اند که شامل مواردی چون کتابفروشی‌های فمینیستی، اتحادیه‌های اعتباری فمینیستی، مطبوعات فمینیستی، کاتالوگ‌های سفارش پستی فمینیستی، رستوران‌های فمینیستی و غیره می‌شود. این مشاغل به عنوان بخشی از امواج دوم و سوم فمینیسم در دهه‌های ۱۹۷۰، ۱۹۸۰ و ۱۹۹۰ رونق پیدا کردند. کارآفرینان فمینیست همچنین سازمان‌هایی چون «اتحادیه اقتصادی فمینیستی» را نیز تأسیس کردند. ۳ هدف عمده از ایجاد مشاغل فمینیستی وجود دارد: گسترش فمینیسم از طریق کار، ایجاد فضایی عمومی برای زنان و فمینیست‌ها، ایجاد شغل برای زنان با هدف جلوگیری از وابستگی اقتصادی آنان به مردان. مشاغل فمینیستی هنوز هم وجود دارند اما تعدادشان از سال ۲۰۰۰ تا کنون کاهش پیدا کرده است.

### هنرهای بصری
جنبش هنری فمینیستی همزمان با توسعه کلی جنبش فمینیسم و معمولاً با استفاده از تاکتیک‌های خودسازمان‌دهی نظیر تشکیل گروه‌های آگاهی‌افزایی در دهه ۱۹۶۰ آغاز شده و در دهه ۱۹۷۰ به شکوفایی رسید. جرمی استریک، مدیر موزه هنرهای معاصر لس آنجلس جنبش هنری فمینیستی را «موثرترین جنبش جهانی در دوره پس از جنگ جهانی» توصیف کرد و پگی فلان می‌گوید که این جنبش «در چهار دهه گذشته گسترده‌ترین تحول هنری را ایجاد کرده است.» جودی شیکاگو، هنرمند فمینیستی که در دهه ۱۹۷۰ میهمانی شام را خلق کرد، در سال ۲۰۰۹ گفت «هنوز هم عقب‌ماندگی سازمانی و اصرار بر روایتی مردانه و اروپا محور وجود دارد. ما تلاش می‌کنیم آینده را تغیر دهیم: که دخترها و پسرها بتوانند درک کنند هنر زن‌ها استثنا نیست — این یک بخش معمولی تاریخ هنر است.» سایبرفمینیسم و پست‌هیومن رویکرد فمینیستی جدیدی را ایجاد کرده‌اند که به صدای شیوه‌هایی که «زنان هنرمند معاصر با جنسیت، شبکه‌های اجتماعی و مفهوم تجسم برخورد می‌کنند» تبدیل شده است.

### ادبیات
از جمله نتایج جنبش فمینیست شامل ادبیات فمینیستی داستانی، ادبیات فمینیستی غیرداستانی و ادبیات منظوم فمینیستی نام برد که باعث افزایش علاقه نسبت به نوشته‌های زنان شده است. این ضمناً در پاسخ به تصوری که بر آن است حضور زنان در زمینه‌های مطالعاتی بی‌سابقه بوده است، باعث یک بازنگری کلی دربارهٔ مشارکت‌های تاریخی و دانشگاهی زنان شد. رابطه نزدیکی میان ادبیات فمینیست و کنش‌گری فمینیستی وجود دارد و نوشته‌های فمینیستی در هر دوره در نقش صدای نگرانی‌ها و ایده‌های فمینیستی ظاهر شدند.
بخش اعظم پژوهش‌های اولیه فمینیستی صرف کشف و احیای متونی گردید که توسط زنان نوشته شده‌اند. در پژوهش‌های ادبی فمینیستی غربی، مطالعاتی چون مادران رمان (۱۹۸۶) از دیل اسپندر و ظهور زن رمان‌نویس (۱۹۸۶) از جین اسپنسر که بر اینکه زنان همیشه مشغول خلق آثار نوشتاری بودند اصرار داشتند، تأثیر بی‌سابقه‌ای از خود به جا گذاشتند.
به‌طور موازی با افزایش علاقه پژوهشگران به این موضوع، خیلی از چاپخانه نیز به سراغ نوشته‌هایی از خود رفتند که برای مدت‌ها چاپ نشده بود. ویراگو پرس فهرست بزرگی از رمان‌های چاپ شده در قرون ۱۹ و ۲۰ را در ۱۹۷۵ مجدداً چاپ و عرض کرده و به یکی از نخستین انتشارات‌های تجاری تبدیل شد که به پروژه احیا می‌پیوندد. در دهه ۱۹۸۰، پاندورا پرس که اثر اسپندر را هم چاپ کرده بود، کتابی جامع دربارهٔ رمان‌های قرن ۱۸ که توسط زنان نوشته شده بودند را به چاپ رساند. در سال‌های اخیر، بروادویو پرس به چاپ رمان‌های سده‌های ۱۸ و ۱۹ که بسیاریشان تاکنون چاپشان متوقف شده بود، ادامه می‌دهد و انتشارات دانشگاه کنتاکی رمان‌های قدیمی نوشته زنان را منتشر می‌کند.
برخی از آثار ادبی به نوشته‌های کلیدی فمینیستی تبدیل شدند. احقاق حقوق زنان (۱۷۹۲) از مری ولستون‌کرافت یکی از قدیمی‌ترین نوشته‌های فلسفی فمینیستی است. اتاقی از آن خود (۱۹۲۹) از ویرجینیا وولف به این نکته پرداخت که سنت ادبی تحت سلطه مردان است و باید فضایی ادبی برای زنان نویسنده در آن باز شود.
علاقه گسترده به نوشته‌های زنان به ارزیابی کلی و گسترش معیارهای ادبی مربوط است. علاقه به ادبیات پسااستعماری، ادبیات دگرباشان، آثار نویسندگان رنگین‌پوست و آثار فرهنگی گروه‌هایی که به‌طور تاریخی به حاشیه رانده شده بودند منجر شده در آنچه که «ادبیات» خوانده می‌شود، تجدید نظر شده و آثاری چون نوشته‌های کودکان، ژورنال‌ها، نامه‌ها، سفرنامه‌ها و موارد دیگر که تاکنون «ادبی» به حساب نمی‌آمدند، درحال حاضر مورد توجه پژوهشگران قرار بگیرند. بیشتر ژانرها و زیرژانرها هدف چنین بررسی‌هایی بودند و نتیجتاً مطالعات ادبی وارد قلمروهای جدیدی چون ادبیات گوتی و علمی تخیلی زنانه گردیده است.
بنا به گفته الیس رائه هلفورد، گونه‌های علمی تخیلی و فانتزی اهمیت به سزایی برای انتقال تفکرات فمینیستی دارند، به خصوص که پلی میان نظریه و واقعیت هستند. ادبیات علمی تخیلی زنانه گاهی در سطوح دانشگاهی به جهت بررسی ساختارهای اجتماعی در درک جنسیت، تدریس می‌شوند. مهم‌ترین نوشته‌های این نوع شامل دست چپ تاریکی (۱۹۶۹) از اورسولا لو گویین، مرد مؤنث (۱۹۷۰) از جوانا روس، خویشاوندی (۱۹۷۹) از اکتاویا باتلر و سرگذشت ندیمه (۱۹۸۵) از مارگارت اتوود می‌شود.
ادبیات فمینیستی غیرداستانی نقش مهمی در رساندن صدای نگرانی‌ها در ربط با تجارب زندگی زنان داشته است. به عنوان مثال، می‌دانم چرا پرنده در قفس می‌خواند از مایا آنجلو شدید تأثیرگذار بود، زیرا نوع به خصوصی از نژادپرستی و جنسیت‌زدگی که زنان سیاه‌پوستی که در ایالات متحده رشد پیدا می‌کنند با آن روبرو هستند را بازنمایاند. به علاوه، بسیاری از جنبش‌های فمینیستی شعر را به عنوان وسیله‌ای که می‌توانند از طریق آن اندیشه‌های فمینیستی را به مخاطبان عمومی بنمایانند، سودمند یافته‌اند.
اهمیت دیگری که نوشته‌های زنان دارد، این است که می‌تواند توسط فمینیست‌ها، درحالی که نشانگر قدرت و تأثیری که زنان در جوامع گذشته داشته‌اند است، برای صحبت در ربط با وضعیت زندگی زنان در گذشته مورد استفاده قرار بگیرد. یکی از مهم‌ترین شخصیت‌ها در این رابطه هروثسویثا (۹۳۵–۱۰۰۱) است. او نخستین زن شاعر آلمانی و نخستین تاریخ‌نگار زن بود و آثارش یکی از محدود نوشته‌هایی است که دربارهٔ زندگی زنان در قرون وسطی از دید یک زن سخن رانده است..

### موسیقی
موسیقی زنان به آن موسیقی گفته می‌شود که توسط زنان، برای زنان یا دربارهٔ زنان ساخته شده باشد. این ژانر به عنوان تجلی موسیقایی موج دوم فمینیسم، در کنار جنبش‌های کارگری، حقوق مدنی و صلح‌طلبانه، شکل گرفت. جنبش مذکور توسط لزبین‌هایی چون کریس ویلیامسون، مگ کریستیان، مارجی آدام، فعالان سیاه‌پوست آمریکایی چون برنیس جانسون ریگون و گروهش سوئیت هانی در راک و فعالان صلح‌طلب چون هالی نی‌یر آغاز شد. این همچنین به صنعت بزرگ‌تر موسیقی زنان نیز اشاره دارد که در آن علاوه بر خوانندگان، زنان نقش‌هایی چون موزیسین‌های استودیو، تهیه‌کننده، مهندس صدا، تکنسین، طراح جلد، عرضه‌کننده، بازاریاب و هماهنگ‌کننده فستیوال‌ها را هم عهده‌دار هستند.

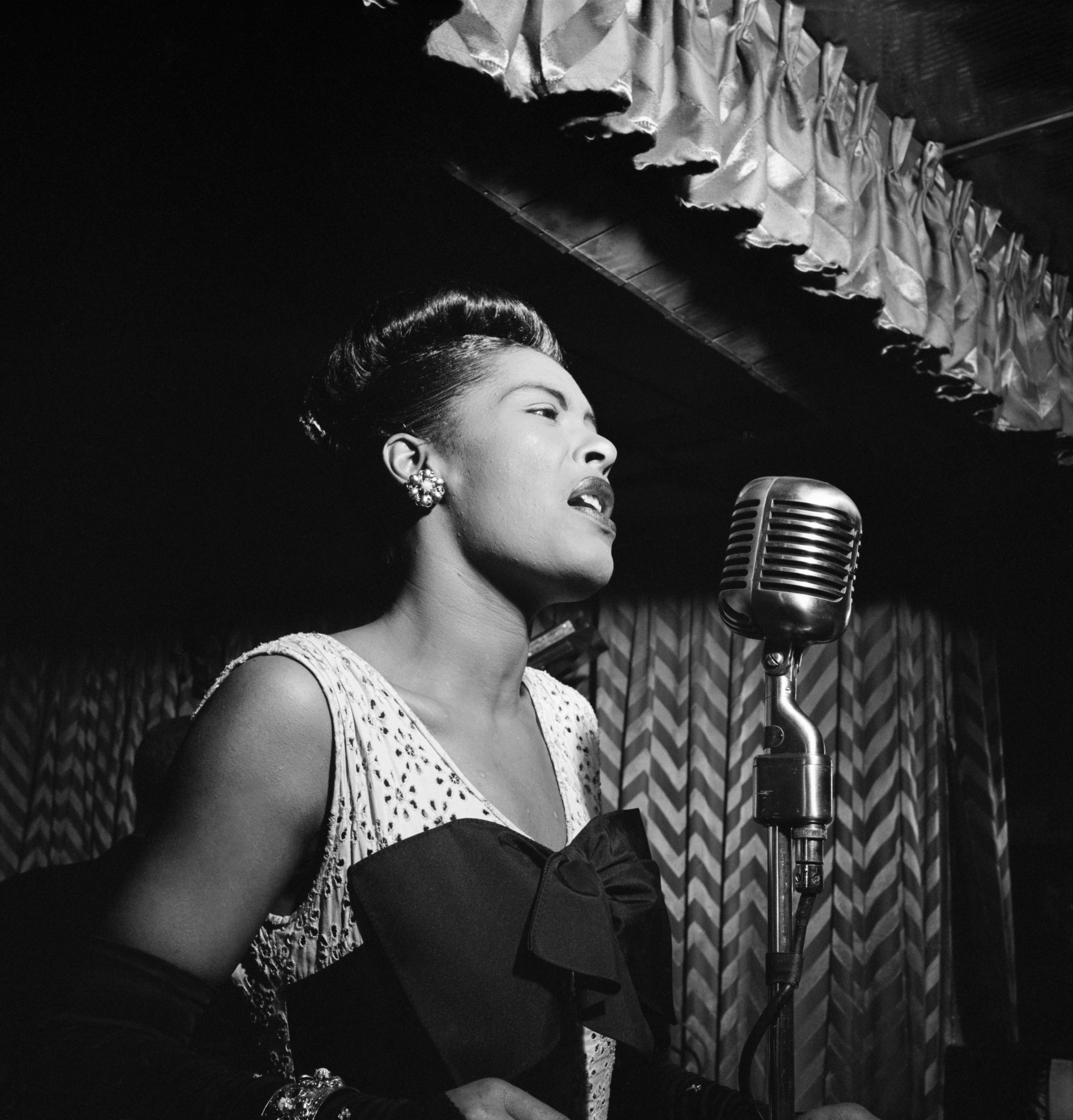
بیلی هالیدی، خواننده جاز و ترانه‌نویس آمریکایی، نیویورک، ۱۹۴۷

در دهه ۱۹۸۰ در جریان موسیقی‌شناسی جدید، فمینیسم به یکی از دل‌مشغله‌های موسیقی‌شناسان‌ها تبدیل شد. پیش از آن، موسیقی‌شناسان در دهه ۱۹۷۰ شروع به کشف زنانی که در زمینه‌هایی آهنگ‌سازی استعداد کرده بودند و مفاهیمی چون اثر برجسته، نابغگی، ژانر و دوره‌بندی را از دیدی فمینیستی مورد بررسی قرار دادند. به بیانی دیگر، سؤالی مبنی بر اینکه زنان موسیقی‌دان چگونه در تاریخ سنتی موسیقی قرار می‌گیرند، پرسیده می‌شد. در جریان دهه‌های ۱۹۸۰ و ۱۹۹۰ که موسیقی‌شناسانی چون سوزان مک‌کلاری، مارسیا سیترون و روث سولی دلایل فرهنگی که باعث به حاشیه‌رانده‌شدن زنان می‌شدند را مورد بررسی قرار داد، این گرایش‌ها ادامه پیدا کرد. مضامینی که مورد بررسی قرار گرفتند شامل موسیقی به عنوان گفتمانی مردانه، حرفه‌ای‌گری، برخورد با موسیقی زنان، بررسی مکان‌های تولید موسیقی، نسبت ثروت و تحصیلات زنان، مطالعات موسیقی عامه در ربط با هویت زنان، اندیشه‌های پدرسالارانه در آنالیز موسیقی و مفاهیمی چون «جنسیت و تفاوت» می‌شود.
با وجود اینکه درهای صنعت موسیقی از مدت‌ها پیش بر روی زنان برای مشاغلی چون خوانندگی باز بوده است، کمتر پیش می‌آید که زنان به جایگاه‌هایی چون رهبری ارکستر برسند. در موسیقی عامه نیز زنان زیادی به عنوان خواننده فعالیت می‌کنند اما زنان کمی وجود دارند که پشت دستگاه صداآمیزی می‌نشینند و تهیه‌کنندگی را برعهده می‌گیرند.

## حقوق زنان در کشورهای در حال توسعه
بر اساس یک نقل قول قدیمی منسوب به آکسفام، زنان که تقریباً نیمی از جمعیت دنیا را تشکیل می‌دهند «حدود دو سوم از کارهای دنیا را انجام داده، تنها ده درصد از درآمد جهانی را به دست می‌آورند، و کمتر از یک درصد از دارایی جهان را در اختیار دارند». گرچه صحت این آمار بر اساس داده‌های جدید زیر سؤال رفته است، ولی همچنان سهم زنان از درآمد جهانی بیش‌تر از ۲۳٫۵٪ تا ۳۶٪ برآورد نمی‌شود. این موضوع نشان می‌دهد که بیشتر کار آن‌ها بی مواجب و اغلب در ارتباط با وظایف خانه‌داری مانند به دنیا آوردن و پرورش کودکان، نظافت و حفظ خانوار، نگهداری از سالمندان و بیماران است. علاوه بر کارهای روزمره خانگی، همچنین بسیاری از زنان کارهای خارج از خانه را تقریباً با دستمزد پایین انجام می‌دهند. از یک میلیارد بی‌سواد در سطح جهان، دو سوم آن‌ها زنان هستند و بیش از ۵۳٪ از کودکان محروم از آموزش ابتدایی را دختران تشکیل می‌دهند، اگرچه این وضعیت رو به بهبود است، چنان‌که بین سال‌های ۱۹۹۹ تا ۲۰۰۸ تعداد کودکانی که تحصیل بازماندند از ۱۱۵ به ۶۷ میلیون نفر کاهش یافت.

## نظریه
نظریه فمینیست گسترش فمینیسم به حوزه‌های نظری یا فلسفی است. این ورود به رشته‌های مختلفی از جمله انسان‌شناسی، جامعه‌شناسی، اقتصاد، مطالعات زنان، نقد ادبی، تاریخ هنر، روانکاوی و فلسفه را شامل می‌شود. نظریه فمینیست به دنبال درک نابرابری جنسیتی است بر سیاست‌های جنسیتی، روابط قدرت و جنسیت تمرکز دارد. ضمن نقد این روابط اجتماعی و سیاسی، تمرکز اصلی آن بیشتر بر ارتقا حقوق و منافع زنان است. موضوعات بررسی‌شده در نظریه فمینیست شامل تبعیض، کلیشه‌سازی، شیءانگاری (به ویژه شیءانگاری جنسی)، سرکوب و مردسالاری است. در زمینه نقد ادبی، ایلین شوالتر معتقد است توسعه نظریه فمینیسم سه مرحله دارد. او اولین مورد را «نقد فمینیستی» می‌نامد که در آن خواننده فمینیست آثار مردان را می‌خواند و ایدئولوژی‌های پشت پدیده‌های ادبی را بررسی می‌کند. شوالتر دومی «نقد زنانه» (از فرانسوی la gynocritique) نام داده که در آن نویسنده زن است و دربارهٔ مسائل پیش روی زنان می‌نویسد. آخرین مرحله نیز «نظریه جنسیت» است و در آن تأثیرات ادبی نظام جنسیت بررسی می‌شود.

## اندیشه‌های فمینیستی
تعریف‌هایی که فمینیست‌ها از فمینیسم کرده‌اند تحت تأثیر تربیت، ایدئولوژی یا طبقهٔ اجتماعیِ آن‌ها شکل گرفته است.

### فمینیسم لیبرال

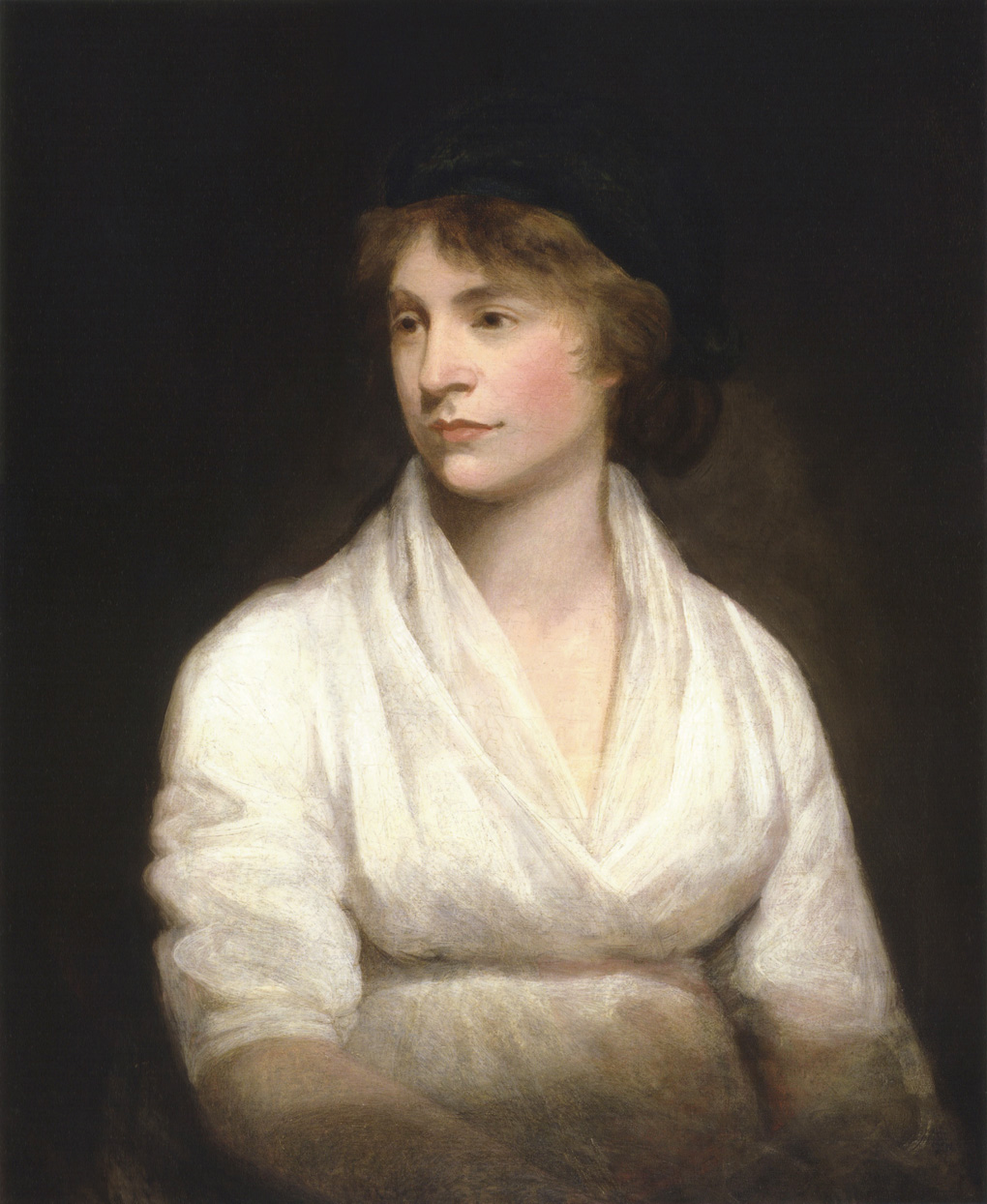
مِری وُلستون‌کرَفت از نویسندگان و فیلسوفانِ قرنِ هجدهمِ بریتانیا

فمینیسمِ لیبرال یا فمینیسمِ اصلاح‌طلب یکی از شناخته شده‌ترین گرایش‌های اندیشه فمینیستی است، چهره معتدل یا رسمی فمینیسم را نشان می‌دهد و به تبیین جایگاه زنان بر اساس حقوق برابر و موانع مصنوعی در برابر مشارکت زنان در عرصه عمومی که فراسوی خانواده و خانه‌داری واقع شده می‌پردازد.
فمینیست‌های لیبرال، در تبیین نابرابری جنسی به مواردی همچون تقسیم کار جنسی، جدایی عرصه عمومی و خصوصی (که مردان بیشتر در عرصه نخستین و زنان عرصه دوم جای دارند)، و فرایند اجتماعی کردن کودکان بگونه‌ای که بتوانند در بزرگسالی نقشی متناسب با جنسیت شان ایفا کنند، اکتفا می‌کنند.
به نظر فمینیست‌های لیبرال، نظام لیبرالیستی با برخورداری از نهادها و حقوق معین قانونی اش بیش از هر جامعه دیگری اجازه آزادی و برابری فردی می‌دهد؛ اما حتی اینجا هم فرصت‌های برابر، با نژادپرستی و تبعیض جنسی مخدوش می‌گردد. تبعیض جنسی مثل نژادپرستی انسان‌ها را در قالب شخصیتی انعطاف‌ناپذیر محبوس و اجتماع را از شکوفایی استعداد اعضای آن محروم می‌کند، از آنجا که زنان را دست کم می‌گیرد از شکوفایی گرامی‌ترین ارزش‌های فرهنگی جلوگیری می‌کند.
لیبرال‌ها معتقدند به بیشتر انسان‌ها می‌توان آموزش داد تا منطقی بودن انتقاد فمینیسمی از روابط تبعیض‌آمیز اجتماعی را درک کنند.
برنامه‌های فمینیسم لیبرال برای از میان برداشتن نابرابری جنسی عبارتند از:
1. بسیج امکانات سیاسی و قانونی که در حال حاضر برای تغییر وضع در دسترس‌اند.
2. تأمین فرصت‌های برابر اقتصادی.
3. اصلاح نهادهای خانواده، مدرسه، و رسانه‌های همگانی.

در مجموع، تمرکز فمینیسم لیبرال بر اصلاح جامعه است، نه تغییر انقلابی آن.

### فمینیسم مارکسیستی

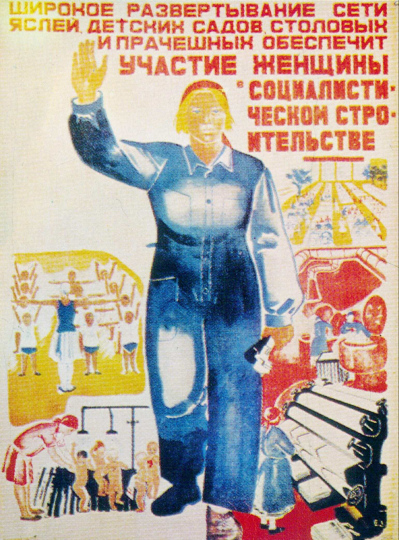
فمینیسم مارکسیستی

مبانی و چارچوب نظری فمینیسم مارکسیستی برآمده از آراء مارکس و انگلس است. کتاب «منشأ خانواده، مالکیت خصوصی و دولت» انگلس، منبعِ کلاسیکِ فمینیست‌های مارکسیست است. بسیاری از داده‌های انسان شناسانه این رویکرد بر اساس نظریات مورگان طرح‌ریزی شده است. افرادی همچون اگوست ببل، کلارا زتکین، الکساندرا کولنتای، ایولین رید، و لیز واگل، صاحب نظران اصلی فمینیسم مارکسیستی به‌شمار می‌آیند.
این گرایش از اندیشه فمینیستی بر اساس الگوی تحلیلی اندیشه مارکسیستی به تبیین چرایی موقعیت تحت ستم زنان می‌پردازد و پس از آن توضیح می‌دهد که برای تغییر این وضعیت چگونه باید مبارزه کرد. معتقدین به فمینیسم مارکسیستی بر این نظرند که اساس ستمی که بر زنان روا می‌رود ناشی از مالکیت خصوصی، تقسیم کار جنسیتی و در آخر نظام خانواده مردسالار است. از دیگر سو، نظام سرمایه‌داری را عامل اصلی بازتولید این نابرابری می‌دانند. به بیان دیگر، دشمن اصلی فمینیست‌های مارکسیست، نظام طبقاتی (اقتصادی) است که زنان را در موقعیت فرودست جای داده است. استراتژی پیشنهادی فمینیست‌های مارکسیست برای تغییر وضعیت موجود و رفع نابرابری‌های جنسیتی، تلاش برای تحقق انقلاب سوسیالیستی و تأسیس جامعه کمونیستی است که تحت لوای آن موقعیت زنان با مردان برابر خواهد شد.
بدین ترتیب، جنبش فمینیستی باید بر زنان کارگر متمرکز باشد و مبارزه اصلی خود را مبارزه طبقاتی بداند. حوزه عمل فمینیست‌های مارکسیست، عرصه عمومی است، و بیشتر بر طبقات فرودست جامعه تمرکز دارد. فمینیست‌های مارکسیست تلاش دارند تا زنانِ کارگر را به جمع نیروهای خواهان انقلاب سوسیالیستی ملحق کنند.

### فمینیسم رادیکال
یکی از اصلی‌ترین تفاوت‌های فمینیسم رادیکال با گرایش‌های فمینیستی متقدم بر آن، نشات نگرفتنش از دستگاه‌های دیگر اندیشه است، دستگاه‌هایی که فمینیست‌های رادیکال «مردانه» تلقی می‌کنند. فمینیسم رادیکال به زنانگی ارزش مثبتی بخشیده و زنان را به مثابه طبقه‌ای فرودست در برابر مردان قلمداد می‌کند. شاید بتوان گفت عمده‌ترین مفهوم در این جریان فمینیستی «ستم جنسی» به عنوان کهن‌ترین و شدیدترین شکل نابرابری است، ستمی که زنان به واسطه زن بودن خود متحمل آن می‌شوند. البته فمینیست‌های رادیکال تنها به نقد ستمی که بر زنان روا داشته می‌شود اکتفا نمی‌کند بلکه پیشتر رفته و تمامی اشکال سلطه و سرکوب را ناشی از تفوق مردانه اعلام می‌دارد.
فمینیسم رادیکال به رغم شباهت روش شناختی با جریان‌های سوسیالیستی – مارکسیستی، از منتقدان جدی آنان به‌شمار می‌رود. آنان به جای مسئله «کار و تولید»، بر احساسات جنسی و جامعه‌پذیری زنان تأکید می‌کنند و اعلام می‌دارند که هر زنی، فارغ از طبقه، نژاد، گروه سنی و… منافع مشترکی با دیگر زنان دارد. توالی منطقی چنین تفکری، تلقی مردان به عنوان یک گروه دشمن و جدایی طلبی جنسیتی است؛ امری که خود به نقد «ناهمجنس گرایی» نیز منتهی می‌شود.
رادیکال‌ها اگرچه سلطه طلبی مردانه را نه امری ذاتی، بلکه ساختاری اجتماعی تلقی می‌کنند، اما از آن جا که ستم جنسی را عمیقاً تثبیت شده می‌دانند از مدلی انقلابی برای تغییر اجتماعی دفاع می‌کنند.
از والری سولاناس می‌توان به عنوان مشهورترین چهرهٔ فمینیست رادیکال نام برد. وی مؤسس انجمنی به نام انجمن تکه‌تکه کردن مردان بود و پس از ترور ناموفق هنرمند مطرح، اندی وارهول، به شهرت رسید.
آندریا دورکین و کاترین مک‌کینون نیز دیگر چهره‌های مطرح فمینیست رادیکال هستند.

### فمینیسم روان‌کاوانه
اصطلاح «روان کاوی» برگرفته از نظریه ای است که فروید در سه مقاله دربارهٔ نظریهٔ جنسی از آن استفاده کرد و رشد زنانگی را بر اساس «رشک ورزی به آلت نرینه» در دختر، و رشد مردانگی را بر حسب «عقدهٔ ادیپ» به مثابهٔ نفی مادر دانست. با نقدهایی که فمینیستها، به خصوص موج دومیها، به فروید وارد آوردند و نظریات روان‌کاوانهٔ او را دارای سوگیری جنسیتی دانستند، نظریه‌های روان کاوی جدیدی شکل گرفتند که به نظریه‌های جنسیت معروف شدند.
فمینیست‌ها از نظریات روان کاوانهٔ فروید برای توضیح این مسئله استفاده کردند که چطور آموزش‌های دوران کودکی بر ناخودآگاه انسان اثر گذاشته و در دوران بزرگسالی سر باز می‌کند. نانسی چودوروف، کارول گیلیکان، کیت میلت و ژولیت میچل را می‌توان جزء فمینیست‌های روانکاو به حساب آورد. به‌طور مثال {چودوروف} به نقش مادر در به آغوش کشیدن فرزند و هویت یابی جنسی فرزند از طریق مادر اشاره می‌کند و توضیح می‌دهد که چرا پسران زودتر مستقل شده و دختران علاقه‌مند به برقراری ارتباطهای عاطفی هستند.
ژاک لاکان، یکی دیگر از مفسران روش فروید و از تأثیرگذاران بر فمینیسم روانکاوانه است که عدم برخورداری از آلت تناسلی را نمادی فرهنگی می‌داند و از تعبیرات زیست شناختی فروید فاصله می‌گیرد. او در عین حال بر رابطهٔ هویت یابی جنسی و یادگیری زبان تأکید می‌کند. ایریگاری، یکی از شاگردان و منتقدان لاکان است و در کنار هلن سیکسو از بانیان مکتب «نوشتار زنانه» شمرده می‌شود. مکتبی که می‌خواهد از موضع بدن زنان بنویسد و زنانه نوشتن را ترویج دهد.

### فمینیسم سوسیالیستی
در نتیجه مجادلات میان فمینیست‌های رادیکال و فمینیست‌های مارکسیست، بر سر علتِ فرودستی زنان و چگونگی تغییر وضعیت در دهه ۱۹۷۰ رایج بود؛ نظریه‌های جدیدی شکل گرفتند که به فمینیسم سوسیالیستی شهرت یافتند. ژولیت میشل، هایدی هارتمن، و آلیسون جگر از جمله صاحب نظران اصلی این گرایش نظری هستند. مقاله «ازدواج ناموفق فمینیسم و مارکسیسم»، اثر هایدی هارتمن، از جمله آثار کلاسیک این جریان فکری است.
مسئله اصلی فمینیست‌های سوسیالیست توضیح چگونگی ترکیب نظام سرمایه‌داری و نظام مردسالاری است. به بیان دیگر، آن‌ها معتقدند که برای تحلیل وضعیت فرودستی زنان و همچنین طراحی استراتژی مبارزاتی برای تغییر وضعیت نباید صرفاً نگاهی تک بعدی داشت (صرفاً طبقاتی مانند مارکسیست‌ها یا صرفاً روانکاوانه مانند برخی رادیکال‌ها)؛ بلکه باید مجموعه‌ای از شرایط و علل را در ایجاد موقعیت فرودست زنان بررسی کرد.
از این رو، فمینیست‌های سوسیالیست، معتقدند که برای تغییر وضعیت موجود در جهت رسیدن به جامعه برابر باید مبارزه‌ای «همزمان» با نظام مردسالاری و سرمایه‌داری صورت پذیرد. بدین ترتیب، فضای عمل و حوزه مبارزه از نظر فمینیست‌های سوسیالیست محدود به کارخانه‌ها نیست، بلکه مجموعه حوزه‌های عمومی و خصوصی که زنان در آن‌ها مورد تبعیض قرار دارند، مکانی برای مبارزه است. در واقع، شیوه عمل فمینیست‌های سوسیالیست، شیوه چند جانبه است.
به‌طور کلی، نظریه فمینیستی هدف اصلی اش درک نابرابری جنسیتی و تمرکز بر سیاست‌های جنسیت، روابط قدرت و تمایلات جنسی است.
فمینیست‌های لیبرال بر لزوم برابری در عرصهٔ عمومی تأکید می‌کنند. فمینیست‌های مارکسیست نظام سرمایه‌داری را عامل اصلی تبعیض جنسیتی برمی‌شمارند. فمینیست‌های رادیکال، مردسالاری در حوزهٔ عمومی و خصوصی را زیر سؤال می‌برند و از نظریات روان کاوانه برای تفسیر نابرابری سود می‌برند و فمینیست‌های سوسیالیست مردسالاری و سرمایه‌داری را با هم نقد می‌کنند و راهکار ارائه می‌دهند. فمینیسم سیاه، اکوفمینیسم، فمینیسم پسااستعماری و پست‌فمینیسم نیز نمونه‌هایی از دیگر انواع فمینیسم است که در موج سوم فمینیسم پا به عرصهٔ وجود گذاشته‌اند.
فمینیسم گفتمانی است مشتمل بر جنبش‌ها، نظریه‌ها و فلسفه‌های گوناگون که هدف غایی آن به مبارزه طلبیدن نظم موجود و احقاق حقوق زنان برای یک زندگی بهتر است. در حقیقت شاید بتوان گفت آرمان فمینیست‌ها در طول مبارزهٔ تاریخی خود، تبدیل جهان به جای بهتری برای زندگی زنان است. با این حال متأثر از شرایط اجتماعی، سیاسی، اقتصادی و دیگر متغیرهای اثربخش، تلاش فمینیست‌ها با فراز و فرودهای بسیاری همراه بوده است که این موضوع را به خوبی می‌توان در دغدغه‌ها و خواسته‌های این گروه طی مقاطع مختلف مشاهده کرد.

## جنبش زنان در ایران
زنان ایرانی در مبارزات مشروطیت فعالانه شرکت داشتند و از حدود سال ۱۲۸۵ سازمان‌های زنان شکل گرفتند و در مشروطه خواهی شرکت کردند. اما این جنبش ملی زنان، یک خرده جنبش و بخشی از جنبش بزرگ ملی ایران با هدف استقلال کشور و اجرای قانون اساسی بود. مشارکت زنان در این وقایع سیاسی خودجوش بود و از احساسات ملی‌گرایانه جدید آن‌ها و تمایلِ به رسمیت شناخته شدن نیرو می‌گرفت. برای تحلیل جریانات فعال زنان در دورهٔ مشروطه، چند نکته را باید در نظر گرفت. نکتهٔ اول، بررسی تحولات اجتماعی سال‌های پیش از مشروطه، یعنی از ابتدای دورهٔ قاجار. نکتهٔ دوم، آشکار کردن این مسئله که تحول وضعیت زنان، به‌ویژه از زمان مشروطه به بعد، به مقدار زیادی متأثر از جریان مدرنیته و جریان فمینیسم بود. بخش دیگرِ بحث مسائل زنان را نیز باید در اعزام دانشجو به خارج و همچنین جریانات روزنامه‌نگاری و پرداختن به مسائل زنان برای بررسی بیشتر از سوی جامعه دانست.
تشکّل‌های زنان در انقلاب مشروطیت که در دوره اوّل انقلاب مشروطیت در ایران در دفاع از انقلاب مشروطیت و احقاق حق برابری و رفع ستم بر زنان به‌وجود آمدند متنوع و بی‌شمار بودند.
در جریان تحولات سیاسی انقلاب مشروطه فعالیت بیرونی زنان بیشتر شد. انجمنهای خصوصی و سازمان‌های مخفی ایجاد شدند، در تظاهرات‌ها شرکت کردند و به اقدامات غیرخشونت‌آمیز پرداختند. هرچند که سرانجام در قانون اساسی مشروطه (۱۲۸۵ خورشیدی) بسیاری از حقوق زنان همچون قوانین ازدواج، طلاق، سرپرستی فرزند و… نادیده گرفته شد و زنان را در کنار مهجوران و مجرمان از حق رأی محروم کرده بود.

### پیشینه
در دورهٔ قاجار نگرش زنان به وضعیت خود، پذیرش سرنوشت و تسلیم در برابر شرایطِ موجود بود. به دختران از کوچکی ساکت نشستن و تحرک کم، سؤال نکردن و اطاعت کردن از مردان -حتی برادر کوچک‌تر خود- آموزش داده می‌شد. این الگوی جامعه‌پذیری تا دوره‌های بعد نیز ادامه یافت. در این دوران، هیچ گروه اجتماعی‌ای نمی‌توانست از حقوق و منافع خود دفاع کند که با جداسازی جنسیتی شدیدی که در این دوران وجود داشت*، در مورد زنان شدیدتر می‌شد زیرا آن‌ها هم با این محدودیت‌های شدید مواجه بودند و هم از ارتباط و تأثیر متقابل با «محیط بیرون از خانه» محروم بودند.
نویسندگان بزرگ مشروطیت همچون کسروی، ملک‌زاده، آدمیت، نظام مافی، محیط مافی، ناظم الاسلام کرمانی، صفائی، دولت‌آبادی، رضوانی در آثار خود اشاراتی به تشکل‌های زنان در انقلاب مشروطیت می‌کنند: انجمن‌هایی همچون انجمن آزادی زنان در ۱۹۰۷، انجمن مخدرات وطن در ۱۲۸۹، اتحادیه نسوان وطن‌خواه و انجمنهای دیگر که در حال چالش با سنت و فرهنگ رایج جامعه در آن زمان بودند.

### پس از مشروطیت
تنها معدودی از این زنانِ طرفدار مشروطیت، هوادار حقوق زنان بودند اما نخستین زنانی که در جنبش حقوق زنان ایران شرکت کردند یا خودشان از مشروطه‌خواهان و فعالان جنبش ملی دهه ۱۲۸۰ بودند (مانند صدیقه دولت‌آبادی و بانو امیر صحی ماه‌سلطان) یا از خانواده‌های روشنفکر ملی‌گرا بودند (مانند محترم اسکندری). بعد از سرد شدن تب مشروطه‌خواهی، «انبوه زنان بی‌سواد به اندرونی‌های سابق خود بازگشتند» و تنها زنان تحصیل‌کرده و روشنفکر جنبش حقوق زنان را پی گرفتند.
در این زمان مردان مشروطه‌خواه روشنفکری همچون میرزاده عشقی، ملک‌الشعرا بهار، ایرج میرزا و… نیز از جنبش نوخاسته حقوق زنان حمایت می‌کردند به ویژه در حق تحصیل و کنار گذاشتن حجاب. مثلاً در ۱۲ مرداد ۱۲۹۰ محمدتقی وکیل‌الرعایا، نماینده مجلس نخستین بار در ایران برابری زن و مرد را در مجلس شورا مطرح کرده و خواستار حق رأی برای زنان شد که مجلس را شوکه کرد و با مخالفت یکی از روحانیان مجلس مواجه شد.
هرچند که این حمایت‌ها نتوانست نتیجه چندانی داشته باشد، اما درمقایسه با حمایت از خواسته‌های زنان در جریان انقلاب ۱۳۵۷ قابل توجه‌تر بود.
روی هم رفته، هر چند مشروطیت بهره‌مند از حضور اجتماعی زنان بود اما نتایج قابل اعتنایی برای زنان نداشت. پیروزی انقلاب مشروطه عملاً هیچ موفقیت ویژه‌ای را برای زنان به‌همراه نداشت. امتیازات و حقوق زنان نسبت به گذشته تغییری نکرد. قانون اساسی مشروطه حق و حقوق خاصی برای زنان در نظر نگرفت. این امر خودبه‌خود زنان را به واکنش واداشت. از این زمان به بعد با نام‌های مختلفی از انجمن‌ها و جمعیت‌های زنانه طرفدار حقوق زنان، نظیر انجمن مخدرات وطن و جمعیت نسوان وطن‌خواه و … برخورد می‌کنیم.

### دورهٔ پهلوی
با فرمان رضاشاه روز ۱۷ دی در تاریخ ایران تا سال ۱۳۵۷ خورشیدی، به روز آزادی زنان شناخته می‌شد.

#### انقلاب سفید و حق رأی زنان

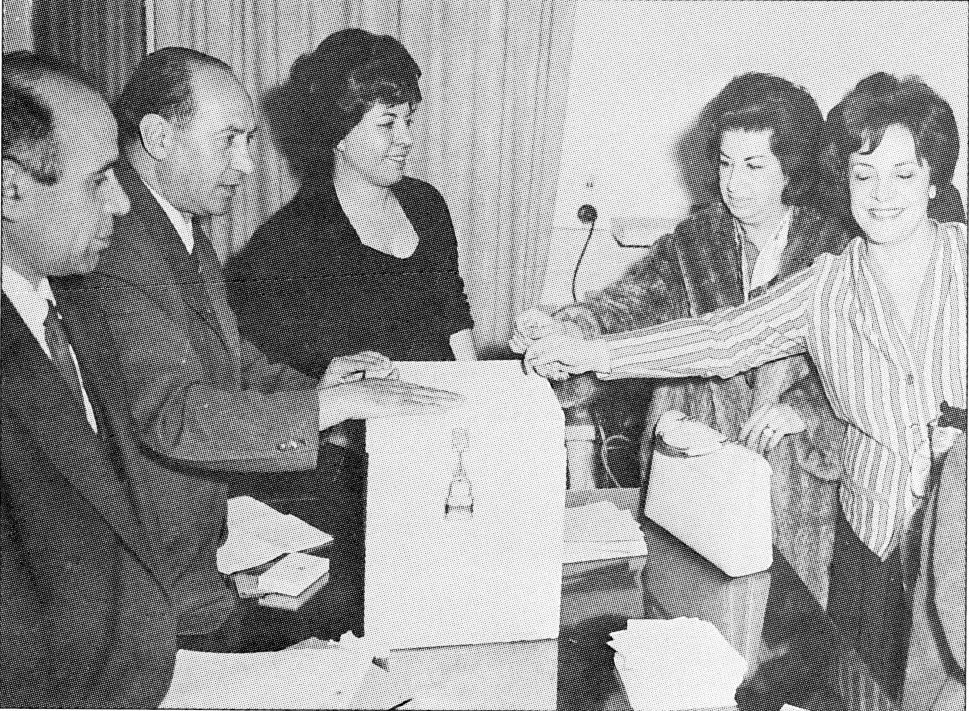
زنان ایران در ۱۳۴۱ خورشیدی -برای نخستین‌بار در تاریخِ خود- به‌پای صندوق‌های رأی می‌روند

از سال ۱۳۳۸ خورشیدی و بعد از سخنرانی شاه در جلسه هیئت وزیران، مسئله دادن حق رأی به زنان از سوی حکومت پهلوی، به بحث داغ نشریات، مجلس و رادیو و تلویزیون تبدیل شد. رسانه‌های جمعی تبلیغ می‌کردند که شاه جسورانه و یک‌تنه از دادن حق رأی به زنان در برابر مخالفان حمایت می‌کند. سرانجام در آخرین اقدام، در روز چهارم بهمن سال ۱۳۴۱ خورشیدی، سازمان زنان اعتصاب عمومی یک‌روزه‌ای را اعلام کرد. این اعتصاب از حمایت کامل دولت برخوردار بود و شرکت‌کنندگان در آن فقط کارمندان دولت بودند. دو روز بعد از اعتصاب، یعنی در روز ششم بهمن، رفراندومی برای کسب حمایت مردم از فرمان شش ماده‌ای شاه معروف به انقلاب سفید، برگزار شد.
در چهارچوب انقلاب سفید در ۶ بهمن ۱۳۴۱ خورشیدی، قانون انتخابات اصلاح شد و دست‌آوردِ اصل پنجمِ انقلاب شاه‌ومردم، شرکت زنان در انتخابات در شرایط حقوقیِ مساوی با مردان بود، چه برای انتخاب شدن و چه برای انتخاب کردن. در پیِ این اصل، زنان چون مردان توانستند در تعیین سرنوشت خود برای نخستین‌بار نقش مهمی بازی کنند و حق رأی به‌دست آورند. قانون حمایت خانواده در پی دادن حقّ انتخاب و حقّ شرکت در مجلس شورای ملی در تاریخ ۲۷ فروردین ۱۳۴۲ خورشیدی تصویب شد. این قانون طلاق یک طرفه را لغو می‌کرد. چندهمسری به‌سختی انجام می‌گرفت. زن‌ها حقّ درخواست طلاق به‌دست آوردند و برای سرپرستی کودک نیز مادر دارای حق شد و کودک پس از طلاق یا درگذشت پدر به مادر سپرده می‌شد.
زنان ایران پس از اجرای اصل پنجم توانستند در امور ملّی مشارکت و همراهی کنند و به مقاماتی چون وزارت، سفارت، نمایندگی دو مجلس سنا و شورای ملّی، استادی دانشگاه‌ها، قضاوت، وکالت دادگستری، حضور در شهرداری‌ها، مدیریت شرکت‌ها و مقامات کلیدی دیگر برسند.
به اعتقاد محمدرضا پهلوی بررسی شمار شرکت کنندگان در انتخابات پارلمانی و نسبت آن‌ها به جمعیت فعّال ایران (بر اساس آمار حکومت وقت) نشان داده است که تا چه اندازه حسّ مشارکت عمومی در مردم برانگیخته شده بود. بر اساس آمار انتخابات دوره بیست‌ویکم تا بیست‌وچهارم قانون‌گذاری به‌ترتیب ۲۶٪ و ۴۱٪ و ۴۴٬۵٪ افزایش را نشان داد و شمار آرا در چهار دورهٔ پیشین ۱٬۶۷۴٬۴۰۰ بود و در آخرین دورهٔ انتخابات پیش از سال ۱۳۵۷ به ۵٬۱۰۳٬۶۸۳ رسید.
با تحقق یافتن اصل پنجم، انتقادها و مخالفت‌هایی جدّی به‌ویژه از سوی روحانیت مطرح شد و تأثیرات این اصل بر زنان و جامعه را از زاویه‌ای دیگر جُستند.
پس از انقلاب ۱۳۵۷ ایران وضعیت زنان دوباره تغییر کرد و برخی از حقوقی که زنان در دوره پهلوی به‌دست آورده بودند لغو شد مانند قانون خانواده و حق سقط جنین، و اختیار در حجاب.

### گرایش‌های دین‌مدارانه
در هنگام مشروطه و پس از آن، جامعهٔ مذهبی خود را از جریان مدرن‌سازی کنار می‌کشید و دغدغهٔ اصلی آن اصلاحات اجتماعی در لوای عمل به احکام دینی بود؛ بنابراین با وجود فعالیت زنان تحصیل‌کردهٔ مُتدین در این جنبش، مطالبات زنانه به معنای مُدرن آن مطرح نبود. زنان مُتدین فعال در مقطع اول جنبش مشروطه خود را عضوی از جامعه می‌دانستند و دغدغهٔ آن‌ها دغدغهٔ عمومی جامعه بود. ازاین‌رو نگاه جنسیتی برای آن‌ها معنا نداشت، بلکه دین، اولویت اصلی آن‌ها بود.

## جمعیت فمینیست‌ها
بر اساس نظرسنجی سال ۲۰۱۴ از Ipsos که در ۱۵ کشور توسعه‌یافته انجام شده بود، ۵۳٪ پاسخ‌دهندگان خود را فمینیست اعلام کردند؛ حال آنکه ۸۷٪ اعلام کردند که «باید با زنان و مردان بسته به توانایی‌های آن‌ها برابر رفتار شود.» اما تنها ۵۵٪ زنان معتقد بودند که با آن‌ها به صورت برابر با مردان رفتار می‌شود و آزادی رسیدن به رویاهایشان را دارند. در کنار هم گذاشتن این نظرسنجی‌ها نشان داد که باید میان «هویت فمینیستی» و موافقت با «رفتارها و باورهای فمینیستی» تمایز قائل شد.
در یک نظرسنجی مربوط به سال ۲۰۱۵، تنها ۱۸٪ آمریکایی‌ها خودشان را فمینیست اعلام کردند. با این وجود، ۸۵٪ عنوان داشتند که به «برابری برای زنان» معتقدند. با وجود موافقان برابری جنسیتی درصد بالایی را تشکیل می‌دادند، ۵۲٪ اعلام کردند که فمینیست نیستند، ۲۶٪ گفتند که «تردید دارم» و ۴٪ پاسخی ندادند. تحقیقات جامعه‌شناختی نشان می‌دهد که در آمریکا، افزایش سطح تحصیل سبب حمایت بیشتر از مسائل فمینیستی می‌شود. همچنین، حمایت از فمینیسم میان لیبرال‌ها نسبت به محافظه‌کاران بیشتر است.
بر اساس چند نظرسنجی مختلف، تنها ۷٪ بریتانیایی‌ها خود را فمینیست می‌دانند، درحالی که ۸۳٪ عنوان کردند از فرصت‌های برابر برای زنان حمایت می‌کنند – درصد حمایت از این موضوع در میان مردان (۸۶٪) نسبت به زنان (۸۱٪) بیشتر بود.

## واکنش‌ها
گروه‌های مختلف به فمینیسم واکنش نشان داده‌اند و زنان و مردان هر دو در میان موافقان و مخالفان این گروه‌ها حضور داشته‌اند. در میان دانشجویان آمریکایی، تعداد کسانی که از فمینیسم حمایت می‌کنند، نسبت به فمینیست‌ها، چه در میان زنان و چه در میان مردان، بیشتر است. رسانه‌های آمریکا بیشتر فمینیسم را به صورت منفی و فمینیست‌ها را «بیگانه با کار و فعالیت‌های روزمره زنان عادی» نشان می‌دهند. اما تحقیقات اخیر نشان داده زمانی که مردم با فمینیست‌ها و دربارهٔ فمینیسم صحبت می‌کنند، دید مثبت‌تری نسبت به این جنبش پیدا می‌کنند.

### حمایت‌ها
حمایت از فمینیسم به گونه‌ای است که فرد از ارزش‌های این جنبش حمایت می‌کند، اما خود را فمینیست نمی‌داند. این کلمه معمولاً به مردانی که به صورت فعال از فمینیسم حمایت می‌کنند، اشاره می‌کند. فعالیت‌های مردان حامی فمینیسم معمولاً شامل فعالیت‌هایی از قبیل جنبش‌های ضدخشونت با همکاری پسران و مردان جوان در مدارس و مشاوره دادن به مردانی که مرتکب خشونت شده‌اند، می‌شود. همچنین مردان حامی فمینیسم به کارهایی نظیر مراقبت از سلامت مردان، فعالیت علیه پورنوگرافی و تلاش برای تصویب قانونی علیه آن، تحصیلات مردان و آموزش‌های مربوط به برابر جنسیتی در مدارس هم می‌پردازند. فمینیست‌ها و زنان نیز معمولاً به حامیان فمینیسم در این موضوع یاری می‌رسانند.

### مخالفت‌ها
مخالفت با فمینیسم می‌تواند مخالفت با کلیت این جنبش یا بخش‌هایی از آن باشد. در قرن ۱۹، تمرکز مخالفت با فمینیسم بر روی مخالفت با اعطای حق رای به زنان بود. بعدها، مخالفان ورود زنان به موسسات آموزش عالی بر این نکته پافشاری می‌کردند که تحصیل حاوی بار فیزیکی زیادی است که زنان نمی‌توانند از پس آن برآیند. دیگر مخالفان فمینیسم با مسائلی چون استخدام زنان به عنوان نیروی کار، حق آنان در پیوستن به اتحادیه‌ها، عضویت در هیئت ژوری یا کنترل آن‌ها بر روی بارداری و جنسیت خود مخالفت می‌کردند.
برخی مردم به این دلیل با فمینیسم مخالفت می‌کنند که آن را در تضاد با ارزش‌های سنتی یا باورهای دینی خود می‌بینند. این مخالفان فمینیسم، به عنوان مثال، معتقدند که پذیرش اجتماعی طلاق و پذیرش اجتماعی ازدواج نکردن اشتباه و آسیب‌زا است. آن‌ها بر این نظرند که «مردان و زنان به صورت پایه‌ای متفاوتند و نقش‌های سنتی که در جامعه ایفا می‌کنند باید حفظ شود.» در بین این گروه، افرادی هم مخالف استفاده حضور زنان در کارگاه‌ها، مناصب سیاسی و پروسه رای‌گیری و همین‌طور کاهش چیرگی مردان بر خانواده هستند.
نویسندگانی چون کامیل پالیا، کریستینا هوف سومرز، جین بتکه الشتین، الیزابت فاکس-جنویز، لیزا لوسیل اونز و دفنه پاتای با وجود اینکه خود را فمینیست می‌دانند، با بخش‌هایی از فمینیسم مخالفت کرده‌اند. آن‌ها، به عنوان مثال، می‌گویند که فمینیسم معمولاً با مردبیزاری همزاد پنداری می‌کند یا حقوق زنان را بالاتر از حقوق مردان قرار می‌دهد. آن‌ها فمینیسم افراطی را هم برای مردان و هم برای زنان آسیب‌زا به حساب می‌آورند. دفنه پاتای و نورتا کورتژ معتقدند که اطلاق لفظ «مخالف فمینیسم» به این دسته، جهت ساکت کردن مباحثات دانشگاهی در ربط با فمینیسم است. لیزا لوسیل اونز معتقد است دادن برخی حقوق به زنان به صورت انحصاری، «مردسالارانه» است زیرا باعث می‌شود زنان از انجام وظایف اخلاقی خود محروم شوند.

### اومانیسم سکولار
اومانیسم سکولار جنبشی اخلاقی است که به دنبال مخالفت با اصول غیرمنطقی، شبه‌علم و خرافات است. اومانیست‌های مخالف فمینیسم این پرسش را مطرح می‌کنند که «چرا فمینیسم (تحت‌اللفظی: زن‌گرایی) آری، اما اومانیسم (انسان‌گرایی) نه؟» اما برخی از اومانیست‌ها هم این استدلال را پیش می‌کشند که اهداف اومانیسم و فمینیسم تا حد زیادی یکسان هستند و تمایز تنها در انگیزه‌هاست. به عنوان مثال، یک اومانیست ممکن است حق سقط‌جنین را در چارچوب اخلاقی سودمند ببیند، به جای اینکه انگیزه یک زن در دستیابی به آن را در نظر گرفته باشد. نتیجتاً، ممکن است کسی اومانیست باشد اما فمینیسم نباشد؛ با این حال این دلیل نمی‌شود که جنبش‌های اومانیسم فمینیستی وجود نداشته باشند. اومانیست‌ها در نیا-فمینیسم در دوران رنسانس نقش مهمی بازی کردند؛ چنان‌که اومانیست‌ها بودند که «زنان تحصیل کرده» را با وجود پایه‌های مردسالارانه جامعه به اشخاص محترمی تبدیل کردند.

## برای مطالعهٔ بیشتر
- علیرضا اسمعیل زاد. اندیشه‌های سیاسی غرب در دوران مدرن؛ دیالکتیک اندیشه‌ها. انتشارات قومس.
- جامعه‌شناسی زنان؛ ترجمه منیژه نجم عراقی؛ نشر نی
- چیستی فمینیسم؛ ترجمه محمدرضا زمردی؛ انتشارات روشنگران و مطالعات زنان
- درآمدی جامع بر نظریه‌های فمینیستی؛ ترجمهٔ منیژه نجم عراقی؛ نشر نی
- سیطرهٔ جنس؛ مرتضی مردیها و محبوبه پلک نیا، نشر نی
- فرهنگ تشریحی ایسم‌ها (مشتمل بر ۱۹۹۰ ایسم از علوم مختلف): عزیزالله علیزاده، تهران: فردوس، ۱۳۹۱، (گالینگور، وزیری) ۶۵۶ صفحه. ISBN 978-964-320-482-2
- مبانی فلسفی فمینیسم، خسرو باقری نوع پرست، نشر وزارت علوم
- مطالعات توسعه؛ جفری هینز، ترجمه رضا شیرزادی و جواد قبادی، نشر آگه

- Assiter, Alison (1989). Pornography, feminism, and the individual. London Winchester, Mass: Pluto Press. ISBN 978-0-7453-0319-2.
- DuBois, Ellen Carol (1997). Harriot Stanton Blatch and the Winning of Woman Suffrage. New Haven, Conn.: Yale University Press. ISBN 978-0-300-06562-6.
- Flexner, Eleanor (1996). Century of Struggle: The Woman's Rights Movement in the United States. The Belknap Press. ISBN 978-0-674-10653-6.
- Friedan, Betty (1997). The Feminine Mystique. New York: Norton. ISBN 978-0-393-04049-4.
- Goodman, Robin Truth (2010). Feminist Theory in Pursuit of the Public: Women and the 'Re-Privatization' of Labor. New York: Palgrave Macmillan.
- Hemmings, Clare (September 2016). "Is Gender Studies Singular? Stories of Queer/Feminist Difference and Displacement". differences: A Journal of Feminist Cultural Studies. 27 (2): 79–102. doi:10.1215/10407391-3621721.
- Hewlett, Sylvia Ann (1986). A Lesser Life: The Myth of Women's Liberation in America. First ed. New York: W. Morrow and Co. شابک ‎۰−۶۸۸−۰۴۸۵۵−۲
- Holt, Douglas; Cameron, Douglas (2010). Cultural Strategy: Using Innovative Ideologies to Build Breakthrough Brands. Oxford University Press. ISBN 978-0-19-958740-7.
- Lyndon, Neil (1993). No More Sex Wars: The Failures of Feminism. London: Mandarin. ISBN 0-7493-1565-2.
- Mathur, Piyush (1998). "The archigenderic territories: Mansfield park and a handful of dust". Women's Writing. 5 (1): 71–81. doi:10.1080/09699089800200034.
- McElroy, Wendy (2008). "Feminism and Women's Rights".  In Hamowy, Ronald (ed.). The Encyclopedia of Libertarianism. The Encyclopedia of Libertarianism. Thousand Oaks, CA: SAGE; Cato Institute. pp. 173–76. doi:10.4135/9781412965811.n106. ISBN 978-1-4129-6580-4. LCCN 2008009151. OCLC 750831024.
- Mitchell, Brian (1998). Women in the Military: Flirting with Disaster. Washington, D.C. : Regnery Publishing. xvii, 390 p. شابک ‎۰−۸۹۵۲۶−۳۷۶−۹.
- Orleck, Annelise (2015). Rethinking American women's activism. New York: Routledge. ISBN 978-0-203-06991-2.
- Pollock, Griselda (September 2016). "Is feminism a trauma, a bad memory, or a virtual future?". differences: A Journal of Feminist Cultural Studies. 27 (2): 27–61. doi:10.1215/10407391-3621697.
- Pulkkinen, Tuija (September 2016). "Feelings of Injustice: The Institutionalization of Gender Studies and the Pluralization of Feminism". differences: A Journal of Feminist Cultural Studies. 27 (2): 103–124. doi:10.1215/10407391-3621733. hdl:10138/174278.
- Richards, Janet Radcliffe (2013). The sceptical feminist: a philosophical enquiry. London: Routledge. ISBN 978-0-415-63706-0.
- Schroder, Iris; Schuler, Anja (Spring 2004). "'In Labor Alone is Happiness': Women's Work, Social Work, and Feminist Reform Endeavors in Wilhelmine Germany – A Transatlantic Perspective". Journal of Women's History. 16 (1): 127–147. doi:10.1353/jowh.2004.0036.
- Schroder, Iris; Schuler, Anja (September 2016). "Is feminism a trauma, a bad memory, or a virtual future?". differences: A Journal of Feminist Cultural Studies. 27 (2): 27–61. doi:10.1215/10407391-3621697.
- Stansell, Christine (2010). The Feminist Promise: 1792 to the Present. ISBN 978-0-679-64314-2.
- Steichen, Donna (1991). Ungodly Rage: the Hidden Face of Catholic Feminism. San Francisco, Calif. : Ignatius Press. شابک ‎۰−۸۹۸۷۰−۳۴۸−۴
- Stevens, Doris; O'Hare, Carol (1995). Jailed for Freedom: American Women Win the Vote. Troutdale, OR: NewSage Press. ISBN 978-0-939165-25-4.
- Tong, Rosemarie (2013). Feminist Thought: A More Comprehensive Introduction. Westview Press. ISBN 978-0-8133-4841-4.[پیوند مرده]
- Wheeler, Marjorie W. (1995). One Woman, One Vote: Rediscovering the Woman Suffrage Movement. Troutdale, OR: NewSage Press. ISBN 978-0-939165-26-1.
- laurence (November 2011). "Issue: Feminism, women's movements and women in movement". Interface: A Journal for and About Social Movements. 3 (2). ISSN 2009-2431. Posted 13 December 2011. Pdf.
- Feminist.com
- Psychology's Feminist Voices
- Topics in Feminism, at the Stanford Encyclopedia of Philosophy